# ICC Men’s T20 World Cup 2024

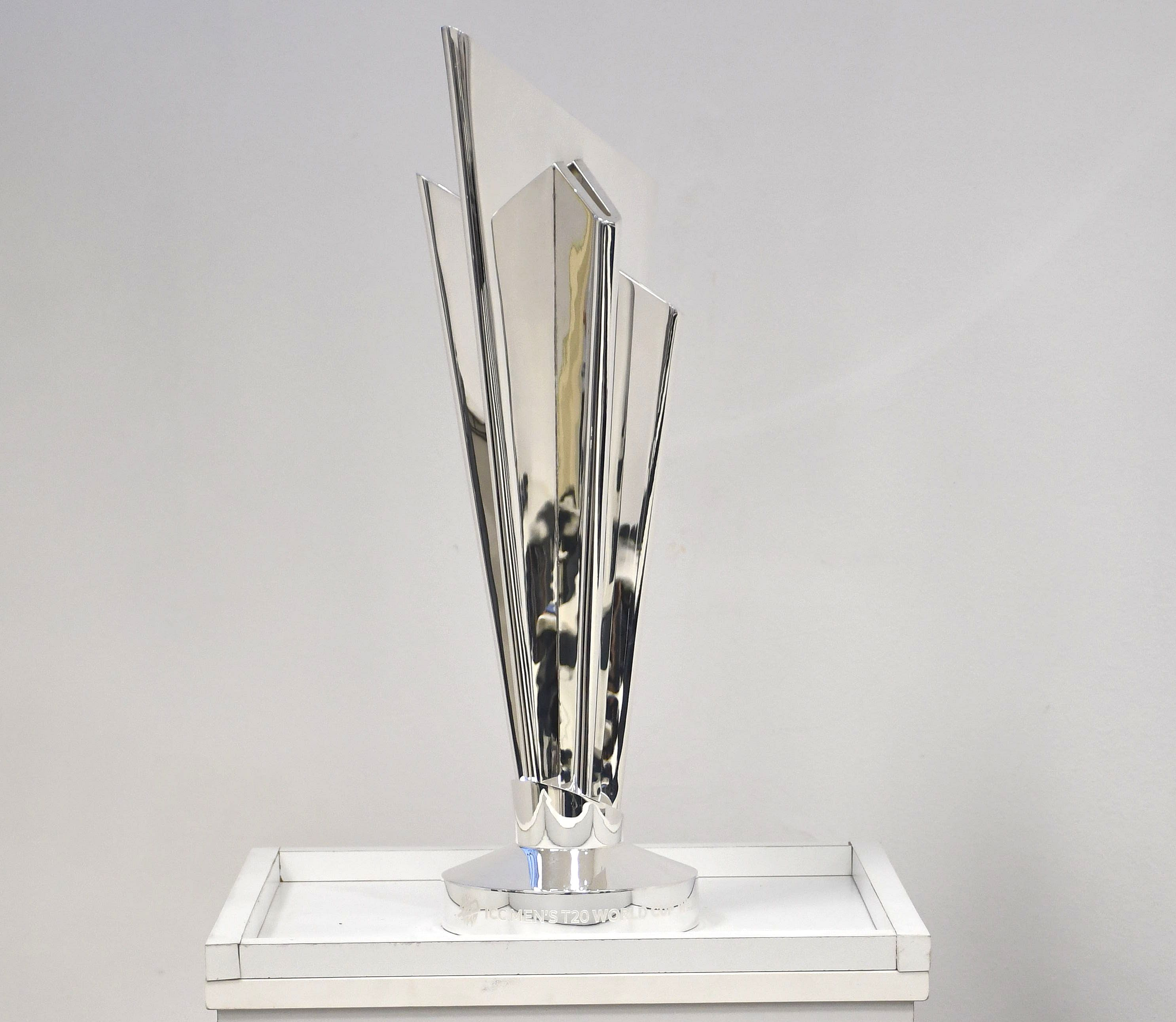
Die ICC Men’s T20 World Cup Trophy

Der ICC Men’s T20 World Cup 2024 wurde vom 1. bis zum 29. Juni 2024 in den West Indies und den Vereinigten Staaten ausgetragen. Es war das neunte Weltmeisterschaftsturnier im T20I-Cricket, der vom Weltverband International Cricket Council (ICC) organisiert wird und das erste internationale Cricketturnier in den Vereinigten Staaten, während die West Indies zuvor die World Twenty20 2010 ausgerichtet hatten. Außerdem waren die Vereinigten Staaten der erste Mitgastgeber des amerikanischen Doppelkontinentes außerhalb der West Indies. Die fünf karibischen Inselstaaten Antigua und Barbuda, Barbados, St. Lucia, St. Vincent und die Grenadinen, Trinidad und Tobago sowie Guyana und die Vereinigten Staaten waren gemeinsam Gastgeber dieses Turnieres, mehr als bei jedem anderen T20 World Cup. Nach dem Cricket World Cup 2007 und der World Twenty20 2010 war es das dritte internationale Cricket-Turnier in den West Indies.
Der T20 World Cup 2024 war der erste mit 20 teilnehmenden Cricket-Nationalmannschaften, während es bei den vorhergehenden vier Turnieren noch 16 waren. Die 20 teilnehmenden Teams waren: Die beiden Gastgeber (die Vereinigten Staaten und die West Indies), die acht besten Mannschaften des vorhergehenden Turnieres (Australien, England, Indien, die Niederlande, Neuseeland, Pakistan, Sri Lanka und Südafrika), zusammen mit den beiden nächstbesten Teams der T20I Championship zum 14. November 2022 (Afghanistan und Bangladesch) sowie die Gewinner der kontinentalen Qualifikationsturniere. Im Juli 2023 sicherten sich Irland und Schottland die europäischen Startplätze, während sich Papua-Neuguinea den Platz Ostasiens/Pazifiks sicherte. Im Oktober 2023 folgte Kanada als amerikanischer Qualifikant und einen Monat später Nepal und Oman als asiatische Qualifikanten sowie Namibia und Uganda als afrikanische Qualifikanten. Titelverteidiger war England, das den T20 World Cup 2022 gewann.
Während des T20 World Cup 2024 wurden 55 Spiele absolviert, darunter 40 in der Vorrunde, zwölf in der Super 8 und drei in der Finalrunde, einschließlich des Finales. Die Mannschaften wurden in vier Gruppen zu je fünf Teams eingeteilt, wobei jedes einmal gegen die anderen der Gruppe antrat. Die beiden besten Mannschaften jeder Gruppe qualifizierten sich für die Super 8, wonach die vier besten Mannschaften das Halbfinale erreichten, dessen Gewinner im Finale aufeinandertreffen. Die acht besten Teams des T20 World Cup 2024 qualifizierten sich zusammen mit den beiden Gastgebern des T20 World Cup 2026 – Indien und Sri Lanka – automatisch für dieses Turnier.
Afghanistan, England, Indien und Südafrika erreichten das Halbfinale. Südafrika besiegte Afghanistan und Indien England, wodurch Indien im Finale auf Südafrika traf. Indien gewann das Finale gegen Südafrika im Kensington Oval in Bridgetown, Barbados, mit sieben Run und somit nach 2007 seinen zweiten T20-World-Cup-Titel, womit es nach den West Indies 2016 und England 2022 das dritte Team wurde, das die T20 World Cup Trophy zum zweiten Mal gewinnen konnte. Die gemeinsamen Gastgeber der Vereinigten Staaten und der West Indies schieden in der Super 8 aus.
Der ICC Men’s T20 World Cup 2024 schrieb in mehreren Aspekten Geschichte: Es war der T20 World Cup woran 20 Teams teilnehmen konnten und bei dem 55 Spiele absolviert wurden. Drei Mannschaften nahmen erstmals an dem Turnier teil: Kanada, Uganda und die Vereinigten Staaten; allen drei Debütanten gelang auch mindestens ein Sieg. Zum ersten Mal konnten sich auch drei Mannschaften Afrikas für einen T20 World Cup qualifizieren (die meisten bei einem ICC-Turnier seit dem Cricket World Cup 2003) und Uganda wurde das insgesamt fünfte Teams dieses Kontinentes, das sich für ein ICC-Turnier qualifizierte. Es war auch der erste T20 World Cup mit drei Mannschaften vom amerikanischen Doppelkontinent und vier aus Europa (beides die meisten bei einem ICC-Turnier seit dem Cricket World Cup 2007). Insgesamt sieben asiatischen Mannschaften nahmen an dem Turnier teil, mehr als für jedes andere Cricketturnier. Neuseeland verpasste erstmals seit der World Twenty20 2014 das Halbfinale, während Pakistan erstmals in der Vorrunde ausschied. Demgegenüber erreichte Afghanistan erstmals das Halbfinale und die Vereinigten Staaten die zweite Runde bei einem ICC-Turnier. Die südafrikanischen Proteas erreichten erstmals das Finale bei einem Cricket World Cup bzw. T20 World Cup für Männer, womit jeder Kontinent mindestens einen Vertreter in einem Finale stellte. Erstmals erreichten zwei Teams ungeschlagen das Finale, wodurch Indien das erste Team wurde das das Turnier ohne Niederlage gewann. Das Kensington Oval wurde das erste Cricketstadion, in dem mehr als ein Finale ausgetragen wurde.

## Vergabe
Am 16. November 2021 verkündete der International Cricket Council die Gastgeber für die Weltturniere zwischen 2024 und 2031. Dabei erhielten die West Indies und die Vereinigten Staaten gemeinsam den Zuschlag. Nach jahrelanger Vorbereitung reichten die zwei Verbände Cricket West Indies und USA Cricket im Rahmen einer strategischen Übereinkunft zwischen diesen beiden Verbänden eine gemeinsame Bewerbung ein. Der ICC möchte mit dem Turnier die „Vereinigten Staaten auf die internationale Cricket-Landkarte“ bringen. Hintergrund war, dass Nordamerika für den Weltverband als einer der Hauptwachstumsmärkte gilt und das Ziel war, sich in dem Land zu präsentieren, in dem die Olympische Sommerspiele 2028 stattfinden sollen, bei denen T20I-Cricket erstmals olympische Sportart sein wird. Der ICC Men’s T20 World Cup 2024 ist eines von fünf großen internationalen Turnieren, die die Vereinigten Staaten innerhalb eines Jahrzehnts austragen werden, zusammen mit der Fußball-Weltmeisterschaft 2026 (zusammen mit Kanada und Mexiko), den Olympischen Sommerspielen 2028, der Rugby-Union-Weltmeisterschaft 2031 und der Rugby-Union-Weltmeisterschaft der Frauen 2033.
Im Oktober 2022 entzog der ICC dem Verband USA Cricket seine Mitgastgeberrechte, nachdem sich der Verband weiterhin an die finanziellen Vorgaben des Weltverbandes hielt und es Bedenken hinsichtlich der finanziellen Lage von USA Cricket gab, einschließlich Schulden von $650.000. Entsprechend Erwartungen beeinflusste dies jedoch nicht die Austragung von Spielen in dem Land.

## Teilnehmer
Insgesamt nahmen erstmals 20 Mannschaften an dem Turnier teil. Die folgenden zwölf Mannschaften qualifizierten sich automatisch für den T20 World Cup 2024: Die beiden Gastgeber (die Vereinigten Staaten und die West Indies), die acht besten Mannschaften des vorhergehenden T20 World Cup 2022 (Australien, England, Indien, die Niederlande, Neuseeland, Pakistan, Sri Lanka und Südafrika) und die beiden nächstbesten Mannschaften der T20I-Rangliste zum 14. November 2022 (Afghanistan und Bangladesch). Sofern die Vereinigten Staaten und die West Indies den T20 World Cup 2022 nicht unter den besten acht Mannschaften abschlössen, würden sich die beiden besten nichtqualifizierten Mannschaften der T20I-Rangliste für den T20 World Cup 2024 qualifizieren; wäre einer der beiden Gastgeber unter den acht besten Mannschaften, sollte ihr Platz an die beste nichtqualifizierte Mannschaft gehen, falls nötig. Um die übrigen acht Plätze wurde bei fünf kontinentalen Qualififaktionsturnieren gespielt. Dabei wurden jeweils zwei Qualifikationsplätze an Afrika, Asien und Europa vergeben und jeweils einer an Amerika und East-Asia-Pacific. Da sich bereits fünf asiatische Mannschaften für den T20 World Cup 2024 qualifiziert hatten und in der asiatischen Qualifikation sich Nepal und Oman zwei weitere Plätze sicherten, war dies das erste internationale Cricketturnier, an dem sieben asiatische Teams teilnahmen. Es war auch der erste T20 World Cup mit jeweils drei amerikanischen und afrikanischen sowie vier europäischen Mannschaften. Neben dem Mitgastgeber der Vereinigten Staaten war Kanada der zweite Debütant vom amerikanischen Doppelkontinent.
Irland und Schottland qualifizierten sich in der europäischen Qualifikation, nachdem sie diese auf dem ersten bzw. zweiten Platz abschlossen. Im selben Monat gewann Papua-Neuguinea die Ostasiatisch-Pazifische Qualifikation. Im Oktober 2023 gewann Kanada die amerikanische Qualifikation und qualifizierte sich erstmals für einen T20 World Cup. Einen Monat später erreichten Nepal und Oman das Finale der asiatischen Qualifikation, womit sie sich für das Turnier qualifizierten. Im selben Monat sicherten sich Namibia und Uganda die beiden Plätze Afrikas. Namibia qualifizierte sich für sein drittes aufeinander folgendes Turnier, nachdem es die afrikanische Qualifikation unbesiegt abgeschlossen hatte, während sich Uganda für sein erstes Turnier überhaupt qualifizierte. Dabei gewannen beide Mannschaften unter anderem gegen das Vollmitglied Simbabwe und Kenia; für Uganda war dies der erste Sieg gegen ein Vollmitglied überhaupt, womit Simbabwe das einzige Vollmitglied war, das den T20 World Cup 2024 verpasste. Außerdem wurde Uganda nach den Vollmitgliedern Südafrika und Simbabwe sowie den assoziierten Mitgliedern Namibia und Kenia das fünfte Land Afrikas, das sich für ein internationales Cricketturnier qualifizieren konnte.

Teilnehmende Länder des T20 World Cup 2024; insgesamt 83 Teams nahmen teil.
Gastgeber
Qualifiziert als Top-Acht 2022
Qualifiziert durch die T20I-Rangliste
Qualifiziert über kontinentale Qualifikationsturniere
Nicht qualifiziert
Keine Teilnahme

| Land               | Qualifikationsgrundlage                 | Turnierteilnahme | Letztmalige Teilnahme | Bestes Ergebnis                           |
| ------------------ | --------------------------------------- | ---------------- | --------------------- | ----------------------------------------- |
| West Indies        | Gastgeber                               | Neunte           | 2022                  | Weltmeister (2012, 2016)                  |
| Vereinigte Staaten | Gastgeber                               | Erste            | –                     | Debüt                                     |
| Australien         | Automatisch                             | Neunte           | 2022                  | Weltmeister (2021)                        |
| England            | Automatisch                             | Neunte           | 2022                  | Weltmeister (2010, 2022)                  |
| Indien             | Automatisch                             | Neunte           | 2022                  | Weltmeister (2007)                        |
| Niederlande        | Automatisch                             | Sechste          | 2022                  | Hauptrunde (2014, 2022)                   |
| Neuseeland         | Automatisch                             | Neunte           | 2022                  | Finalist (2021)                           |
| Pakistan           | Automatisch                             | Neunte           | 2022                  | Weltmeister (2009)                        |
| Sri Lanka          | Automatisch                             | Neunte           | 2022                  | Weltmeister (2014)                        |
| Südafrika          | Automatisch                             | Neunte           | 2022                  | Halbfinale (2009, 2014)                   |
| Afghanistan        | T20I Championship zum 14. November 2022 | Siebte           | 2022                  | Hauptrunde (2016, 2021, 2022)             |
| Bangladesch        | T20I Championship zum 14. November 2022 | Neunte           | 2022                  | Hauptrunde (2007, 2014, 2016, 2021, 2022) |
| Irland             | Europa-Qualifikation                    | Achte            | 2022                  | Hauptrunde (2009, 2022)                   |
| Schottland         | Europa-Qualifikation                    | Sechste          | 2022                  | Super 12 (2021)                           |
| Papua-Neuguinea    | Ostasien/Pazifik-Qualifikation          | Zweite           | 2021                  | Vorrunde (2021)                           |
| Kanada             | Amerika-Qualifikation                   | Erste            | –                     | Debüt                                     |
| Nepal              | Asien-Qualifikation                     | Zweite           | 2014                  | Vorrunde (2014)                           |
| Oman               | Asien-Qualifikation                     | Dritte           | 2021                  | Vorrunde (2016, 2021)                     |
| Namibia            | Afrika-Qualifikation                    | Dritte           | 2022                  | Super 12 (2021)                           |
| Uganda             | Afrika-Qualifikation                    | Erste            | –                     | Debüt                                     |

## Austragungsorte
Im April 2023 begann Cricket West Indies einen Bewerbungsprozess für Länder der Karibik und die Vereinigten Staaten, die Spiele während des T20 World Cup 2024 austragen möchten.
Im Juli 2023 setzte der International Cricket Council vier Städte in den Vereinigten Staaten auf die Kurzliste: Lauderhill (Central Broward Regional Park), Morrisville (Church Street Park), Dallas (Grand Prairie Stadium) und East Meadow (Van Cortlandt Park); woraus sich zehn Spielorte in den West Indies und den Vereinigten Staaten ergaben. Einwohner der Bronx-Gemeinschaft protestierten gegen das geplante Cricketstadion in Van Cortlandt Park und verwiesen darauf, dass dies den öffentlichen Zugang zum Park für längere Zeit einschränke, äußerten Bedenken bezüglich der Umweltauswirkungen und bezweifelten die wirtschaftliche Rentabilität, woraufhin der ICC beschloss, anstelle dessen ein Cricketstadion in Eisenhower Park zu errichten.
Am 20. September 2023 genehmigte der International Cricket Council drei amerikanische Spielorte für das Turnier: Lauderhill (Central Broward Park), Dallas (Grand Prairie Stadium) und New York (Eisenhower Park). Der ICC beschloss, ein temporäres modulares Stadion, Eisenhower Park mit einer Kapazität von 34.000, im Eisenhower Park in Nassau County in New York zu errichten und gleichzeitig die Kapazitäten der bestehenden Stadien zu verdoppeln durch modulare Stadionlösungen zur Erweiterung der Sitz-, Medien- und Premium-Hospitality-Bereiche.
Am 22. September 2023 machte der International Cricket Council die sieben karibischen Gastgeberländer bekannt: Antigua und Barbuda, Barbados, Dominica, Guyana, St. Lucia, St. Vincent und die Grenadinen und Trinidad und Tobago. Jamaika war das einzige Mitglied von Cricket West Indies, das keine Bewerbung für die Austragung von Spielen während des T20 World Cup einreichte; Jamaikas Ministerin für Jugend, Sport und Kultur, Olivia Grange, begründete dies mit Kostengründen.
Im November 2023 wurde angekündigt, dass das Queen’s Park Oval in Trinidad und Tobago, das größte Cricketstadion des Landes, keine Spiele bei dem Turnier austragen werde und die dort geplanten Spiele in der Brian Lara Cricket Academy in San Fernando ausgetragen würden. Nigel Camacho, Präsident des Queen’s Park Cricket Club, kündigte an, dass das Stadion stattdessen Aufwärmspiele vor Turnierbeginn anbieten würde. Zudem zog die Regierung Dominicas ihre Bewerbung zurück, wonach im Windsor Park keine Spiele stattfanden, und begründete dies mit der verzögerten Renovierung des Stadions.
Anfang Dezember 2023 unternahmen Vertreter des ICC und CWI eine zweite Inspektion in den Gastgeberländern der Karibik und der Spielorte der Vereinigten Staaten, woraufhin die Austragungsorte des Turnieres bestätigt wurden. Am 17. Januar 2024 veröffentlichte das ICC das geplante Design des modularen Stadions in New York City, Nassau County International Cricket Stadium, das am 15. Mai 2024 eingeweiht wurde.
| North Sound, Antigua und Barbuda | Bridgetown, Barbados              | Georgetown, Guyana                          |
| -------------------------------- | --------------------------------- | ------------------------------------------- |
| Sir Vivian Richards Stadium      | Kensington Oval                   | Providence Stadium                          |
|                                  |                                   |                                             |
| Kapazität: 10.000                | Kapazität: 28.000                 | Kapazität: 20.000                           |
| Gros Islet, St. Lucia            | San Fernando, Trinidad und Tobago | Kingstown, St. Vincent und die Grenadinen   |
| Daren Sammy Cricket Ground       | Brian Lara Cricket Academy        | Arnos Vale Stadium                          |
|                                  |                                   |                                             |
| Kapazität: 15.000                | Kapazität: 15.000                 | Kapazität: 18.000                           |
| Dallas, Vereinigte Staaten       | Lauderhill, Vereinigte Staaten    | East Meadow, Vereinigte Staaten             |
| Grand Prairie Stadium            | Central Broward Regional Park     | Nassau County International Cricket Stadium |
|                                  |                                   |                                             |
| Kapazität: 15.000                | Kapazität: 40.000                 | Kapazität: 34.000                           |

| Bridgetown |

| Kingstown |

| Gros Islet |

| North Sound |

| San Fernando |

| Bridgetown |

| Kingstown |

| Gros Islet |

| North Sound |

| San Fernando |

| Lauderhill |

| Dallas |

| East Meadow |

| Lauderhill |

| Dallas |

| East Meadow |

| \| Georgetown (BCG) \|       |
| Austragungsorte des Turniers |
| Georgetown (BCG)             |

| Georgetown (BCG) |

## Format
Der T20 World Cup 2024 wurde über 29 Tage zwischen 20 verschiedenen Mannschaften über 55 Spiele ausgetragen. Er begann am 1. Juni 2024 im Grand Prairie Stadium, Dallas, Texas, mit dem Eröffnungsspiel zwischen dem Mitgasteber den Vereinigten Staaten und Kanada. Das Turnier endete am 29. Juni im Kensington Oval, Bridgetown, Barbados, mit dem Finale zwischen Indien und Südafrika, wobei Indien den T20 World Cup 2024 gewann.

### Spielplan
Die nachfolgende Tabelle zeigt das tägliche Programm des T20 World Cup 2024. Dabei steht ein rotes Kästchen für die Eröffnungs- und Schlusszeremonie, ein violettes Kästchen für Vorrundenspiele, ein zyanblaues Kästchen für die Super 8, ein grünes Kästchen für Finalrundenspiele und ein gelbes Kästchen für das Finale.
| Vorrunde Juni   | Sa. 1.  | So. 2.  | Mo. 3.  | Di. 4.  | Mi. 5.  | Do. 6.  | Fr. 7.  | Sa. 8. | So. 9. | Mo. 10. | Di. 11. | Mi. 12. | Do. 13. | Fr. 14. | Sa. 15. | So. 16. | Mo. 17. |
| --------------- | ------- | ------- | ------- | ------- | ------- | ------- | ------- | ------ | ------ | ------- | ------- | ------- | ------- | ------- | ------- | ------- | ------- |
| Zeremonien      |         |         |         |         |         |         |         |        |        |         |         |         |         |         |         |         |         |
| Gruppe A        | 1       |         |         |         | 1       | 1       | 1       |        | 1      |         | 1       | 1       |         | 1       | 1       | 1       |         |
| Gruppe B        |         | 1       |         | 1       | 1       | 1       |         | 1      | 1      |         | 1       |         | 1       |         | 2       |         |         |
| Gruppe C        |         | 1       | 1       |         | 1       |         | 1       | 1      |        |         |         | 1       | 1       | 1       |         |         | 2       |
| Gruppe D        |         |         | 1       | 1       |         |         | 1       | 1      |        | 1       | 1       |         | 1       | 1       |         | 2       |         |
| Super 8 Juni    | Di. 18. | Mi. 19. | Do. 20. | Fr. 21. | Sa. 22. | So. 23. | Mo. 24. |        |        |         |         |         |         |         |         |         |         |
| Gruppe 1        |         |         | 2       |         | 2       |         | 2       |        |        |         |         |         |         |         |         |         |         |
| Gruppe 2        |         | 2       |         | 2       |         | 2       |         |        |        |         |         |         |         |         |         |         |         |
| Finalrunde Juni | Di. 25. | Mi. 26. | Do. 27. | Fr. 28. | Sa. 29. |         |         |        |        |         |         |         |         |         |         |         |         |
| Zeremonien      |         |         |         |         |         |         |         |        |        |         |         |         |         |         |         |         |         |
| Finalrunde      |         | 1       | 1       |         | 1       |         |         |        |        |         |         |         |         |         |         |         |         |

### Turniermodus
Die zwanzig Teams wurden in vier Gruppen mit jeweils fünf Mannschaften aufgeteilt. Die jeweils zwei bestplatzierten einer Gruppe qualifizierten sich für die Super 8. Dort wurden die Teams abermals in zwei Gruppen mit jeweils vier Mannschaften aufgeteilt. Die jeweils beiden bestplatzierten einer Gruppe qualifizierten sich dann für das Halbfinale, deren Sieger das Finale bestritten.

### Vorrunde und Super 8
Der T20 World Cup 2024 wurde zwischen 20 Nationalmannschaften ausgespielt. Für die Vorrunde wurden die Mannschaften in vier Gruppen zu je fünf Mannschaften eingeteilt. In welche Gruppe jede Mannschaft eingeteilt wurde, wurde in der Auslosung festgelegt. Sollte eine gesetzte Mannschaft nicht die Super-8-Runde erreichen, nahm das ungesetzte Team die Platzierung der ausgeschiedenen gesetzten Mannschaft ein. Jede Mannschaft bestritt ein Spiel gegen jede andere seiner Gruppe. Für einen Sieg gab es zwei Tabellenpunkte, für ein Unentschieden oder No Result einen Punkt, für eine Niederlage keinen Punkt. Im Falle eines Unentschiedens (d. h. wenn beide Mannschaften dieselben Anzahl Runs am Ende ihrer jeweiligen Innings erzielt hatten), wurde das Spiel durch ein Super Over entschieden. Dies galt für alle Phasen des Turniers. Hatten zwei Mannschaften dieselbe Anzahl an Tabellenpunkten, wurde der Tabellenrang anhand der Net Run Rate, gefolgt von der Net Bowl Rate und dem direkten Vergleich ermittelt.
Am Ende der Vorrunde qualifizierten sich die jeweils beiden besten einer Gruppe für die Super-8-Runde. In dieser wurden die acht Mannschaften in zwei Gruppen zu je vier Teams aufgeteilt, wobei jedes einmal gegen jedes andere der Gruppe antrat. Die Qualifikation erfolgte anhand derselben Kriterien wie in der Vorrunde, wobei die Gruppeneinteilung auf Grund der vor dem Turnier festgelegten Setzposition erfolgte.

### Finalrunde
Ab dieser Phase nahm das Turnier ein K.-o.-System an, für das sich die jeweils besten beiden Mannschaften einer Gruppe qualifizierten.

### Einfluss auf die T20-World-Cup-Qualifikation 2026
Die acht besten Mannschaften des T20 World Cup 2024 (zusammen mit den Gastgebern 2026 Indien und Sri Lanka) qualifizierten sich direkt für den darauf folgenden T20 World Cup 2026 in Indien und Sri Lanka. Diese waren Afghanistan, Australien, Bangladesch, England, Südafrika, die Vereinigten Staaten und die West Indies.

## Umpires und Match referees
Während des Turnieres wurden 20 Umpires und sechs Match Referees eingesetzt.

### Umpires
- Chris Brown (Neuseeland)
- Kumar Dharmasena (Sri Lanka)
- Chris Gaffaney (Neuseeland)
- Michael Gough (England)
- Adrian Holdstock (Südafrika)
- Richard Illingworth (England)
- Allahudien Paleker (Südafrika)
- Richard Kettleborough (England)
- Jayaraman Madanagopal (Indien)
- Nitin Menon (Indien)
- Sam Nogajski (Australien)
- Ahsan Raza (Pakistan)
- Rashid Riaz (Pakistan)
- Paul Reiffel (Australien)
- Langton Rusere (Simbabwe)
- Sharfuddoula (Bangladesch)
- Rod Tucker (Australien)
- Alex Wharf (England)
- Joel Wilson (West Indies)
- Asif Yaqoob (Pakistan)

### Match referees
- David Boon (Australien)
- Jeff Crowe (Neuseeland)
- Ranjan Madugalle (Sri Lanka)
- Andy Pycroft (Simbabwe)
- Richi Richardson (West Indies)
- Javagal Srinath (Indien)

## Kaderlisten
Die zwanzig Teams mussten ihren Kader mit 15 Spielern bis zum 1. Mai 2024 benennen, durften danach jedoch noch bis zum 25. Mai 2024 weitere Änderungen an diesem vornehmen. Alle Änderungen nach diesem Zeitpunkt bedurften der Zustimmung des ICC.
Als erstes Team benannte Neuseeland am 29. April 2024 seinen Kader. Am 30. April benannten Südafrika, England Indien und Afghanistan ihre Kader. Ihnen folgten am 1. Mai Australien, Oman und Nepal. Nachdem Kanada am 2. Mai, die West Indies und die Vereinigten Staaten am 3. Mai ihren Kader veröffentlicht hatten, folgten ihnen Schottland und Uganda am 6. Mai. Ihnen folgte Irland am 7. Mai, Papua-Neuguinea am 8. Mai, Sri Lanka am 9. Mai und Namibia am 10. Mai. Die Niederlande gab ihren Kader am 13. Mai bekannt und Bangladesch am 14. Mai. Pakistan benannte als letztes Team seinen Kader am 24. Mai 2024.
| Twenty20 | Twenty20 | Twenty20 | Twenty20 | Twenty20 |
| Afghanistan | Australien | Bangladesch | England | Indien |
| --- | --- | --- | --- | --- |
| - Rashid Khan (K) - Azmatullah Omarzai - Fareed Ahmad - Fazalhaq Farooqi - Hazratullah Zazai - Ibrahim Zadran - Karim Janat - Gulbadin Naib - Mohammad Ishaq (wk) - Mohammad Nabi - Mujeeb Ur Rahman - Najibullah Zadran - Nangeyalia Kharote - Naveen-ul-Haq - Noor Ahmad - Rahmanullah Gurbaz (wk)        | - Mitchell Marsh (K) - Ashton Agar - Pat Cummins - Tim David - Nathan Ellis - Cameron Green - Josh Hazlewood - Travis Head - Josh Inglis (wk) - Glenn Maxwell - Mitchell Starc - Marcus Stoinis - Matthew Wade (wk) - David Warner - Adam Zampa                                                               | - Najmul Hossain Shanto (K) - Taskin Ahmed (VK) - Jaker Ali (wk) - Litton Das (wk) - Mahedi Hasan - Mahmudullah - Mustafizur Rahman - Rishad Hossain - Shakib Al Hasan - Shoriful Islam - Soumya Sarkar - Tanvir Islam - Tanzid Hasan - Tanzim Hasan Sakib - Towhid Hridoy  | - Jos Buttler (K) - Moeen Ali - Jofra Archer - Jonny Bairstow (wk) - Harry Brook - Sam Curran - Ben Duckett - Tom Hartley - Will Jacks - Chris Jordan - Liam Livingstone - Adil Rashid - Phil Salt (wk) - Reece Topley - Mark Wood                                           | - Rohit Sharma (K) - Jasprit Bumrah - Yuzvendra Chahal - Shivam Dube - Ravindra Jadeja - Yashasvi Jaiswal - Virat Kohli - Hardik Pandya - Rishabh Pant (wk) - Axar Patel - Sanju Samson (wk) - Arshdeep Singh - Mohammed Siraj - Kuldeep Yadav - Suryakumar Yadav         |
| Irland | Kanada | Namibia | Nepal | Neuseeland |
| - Paul Stirling (K) - Mark Adair - Ross Adair - Andrew Balbirnie - Curtis Campher - Gareth Delany - George Dockrell - Graham Hume - Josh Little - Barry McCarthy - Neil Rock (wk) - Harry Tector - Lorcan Tucker (wk) - Ben White - Craig Young                                                             | - Saad Bin Zafar (K) - Dilpreet Bajwa - Navneet Dhaliwal - Nikhil Dutta - Jeremy Gordon - Dilon Heyliger - Rishiv Joshi - Aaron Johnson - Nicholas Kirton - Shreyas Movva (wk) - Rayyankhan Pathan - Kaleem Sana - Junaid Siddiqui - Pargat Singh - Ravinderpal Singh - Kanwarpal Tathgur (wk) - Harsh Thaker | - Gerhard Erasmus (K) - JJ Smit (VK) - Peter-Daniel Blignaut - Jack Brassell - Niko Davin - Jan Frylinck - Zane Green - JP Kotze - Malan Kruger - Dylan Leicher - Michael Van Lingen - Tangeni Lungameni - Bernard Scholtz - Ben Shikongo - Ruben Trumpelmann - David Wiese | - Rohit Paudel (K) - Kushal Bhurtel - Abinash Bohara - Sagar Dhakal - Pratis GC - Gulshan Jha - Sundeep Jora - Sompal Kami - Karan KC - Kushal Malla - Lalit Rajbanshi - Anil Kumar Sah (wk) - Dipendra Singh Airee - Kamal Singh Airee - Aasif Sheikh (wk)                  | - Kane Williamson (K) - Finn Allen (wk) - Trent Boult - Michael Bracewell - Mark Chapman - Devon Conway (wk) - Lockie Ferguson - Matt Henry - Daryl Mitchell - James Neesham - Glenn Phillips (wk) - Rachin Ravindra - Mitchell Santner - Ish Sodhi - Tim Southee         |
| Niederlande | Oman | Pakistan | Papua-Neuguinea | Schottland |
| - Scott Edwards (K, wk) - Wesley Barresi (wk) - Logan van Beek - Aryan Dutt - Daniel Doram - Sybrand Engelbrecht - Vivian Kingma - Fred Klaassen - Kyle Klein - Bas de Leede - Michael Levitt - Paul van Meekeren - Teja Nidamanuru - Max O’Dowd - Tim Pringle - Vikram Singh - Saqib Zulfiqar              | - Aqib Ilyas (K) - Shakeel Ahmad - Pratik Athavale (wk) - Fayyaz Butt - Khalid Kail - Zeeshan Maqsood - Kaleemullah - Ayaan Khan - Bilal Khan - Mehran Khan - Shoaib Khan - Naseem Khushi (wk) - Mohammad Nadeem - Kashyap Prajapati - Rafiullah                                                              | - Babar Azam (K) - Abbas Afridi - Abrar Ahmed - Azam Khan - Fakhar Zaman - Haris Rauf - Iftikhar Ahmed - Imad Wasim - Mohammad Amir - Mohammad Rizwan - Naseem Shah - Saim Ayub - Shadab Khan - Shaheen Afridi - Usman Khan                                                 | - Assad Vala (K) - Charles Amini (VK) - Sese Bau - Kiplin Doriga (wk) - Jack Gardner - Hiri Hiri - Sema Kamea - John Kariko - Kabua Morea - Alei Nao - Lega Siaka - Chad Soper - Tony Ura - Norman Vanua - Hila Vare (wk)                                                    | - Richie Berrington (K) - Matthew Cross (wk) - Bradley Currie - Chris Greaves - Ollie Hairs - Jack Jarvis - Michael Jones - Michael Leask - Brandon McMullen - George Munsey - Safyaan Sharif - Chris Sole - Charlie Tear (wk) - Mark Watt - Brad Wheal                   |
| Sri Lanka | Südafrika | Uganda | Vereinigte Staaten | West Indies |
| - Wanindu Hasaranga (K) - Charith Asalanka (VK) - Dushmantha Chameera - Dilshan Madushanka - Angelo Mathews - Kamindu Mendis - Kusal Mendis - Pathum Nissanka - Matheesha Pathirana - Sadeera Samarawickrama - Dasun Shanaka - Dhananjaya de Silva - Maheesh Theekshana - Nuwan Thushara - Dunith Wellalage | - Aiden Markram (K) - Ottniel Baartman - Gerald Coetzee - Quinton de Kock (wk) - Bjorn Fortuin - Reeza Hendricks - Marco Jansen - Heinrich Klaasen (wk) - Keshav Maharaj - David Miller - Anrich Nortje - Kagiso Rabada - Ryan Rickelton - Tabraiz Shamsi - Tristan Stubbs (wk)                               | - Brian Masaba (K) - Riazat Ali Shah (VK) - Fred Achelam (wk) - Bilal Hassun - Cosmas Kyewuta - Juma Miyaji - Roger Mukasa (wk) - Dinesh Nakrani - Frank Nsubuga (wk) - Robinson Obuya - Ronak Patel - Alpesh Ramjani - Henry Ssenyondo - Simon Ssesazi - Kenneth Waiswa    | - Monank Patel (K, wk) - Aaron Jones (VK) - Corey Anderson - Andries Gous - Shayan Jahangir (wk) - Ali Khan - Noshtush Kenjige - Milind Kumar - Nitish Kumar - Saurabh Netravalkar - Nisarg Patel - Shadley van Schalkwyk - Harmeet Singh - Jessy Singh - Steven Taylor (wk) | - Rovman Powell (K) - Alzarri Joseph - Johnson Charles - Roston Chase - Shimron Hetmyer - Jason Holder - Shai Hope - Akeal Hosein - Shamar Joseph - Brandon King - Obed McCoy - Gudakesh Motie - Nicholas Pooran - Andre Russell - Sherfane Rutherford - Romario Shepherd |

## Aufwärmspiele
Der Weltverband ermöglichte allen Mannschaften zwei Aufwärmspiele, was jedoch auf Grund von Terminschwierigkeiten nicht alle Teams wahrnahmen. Die Spiele hatten keinen offiziellen Status.
| 27. Mai Scorecard | Dallas | Kanada 183-7 (20)          | – | Nepal 120 (19.3) |
|                   |        | Kanada gewinnt mit 63 Runs |   |                  |

| 27. Mai Scorecard | San Fernando | Papua-Neuguinea 137-9 (20) | – | Oman 141-7 (19.1) |
|                   |              | Oman gewinnt mit 3 Wickets |   |                   |

| 27. Mai Scorecard | San Fernando | Uganda 134-8 (20)             | – | Namibia 135-5 (18.5) |
|                   |              | Namibia gewinnt mit 5 Wickets |   |                      |

| 28. Mai Scorecard | Lauderhill | Niederlande 181-5 (20)          | – | Sri Lanka 161 (18.5) |
|                   |            | Niederlande gewinnt mit 20 Runs |   |                      |

| 28. Mai Scorecard | Dallas | Bangladesch | – | Vereinigte Staaten |
|                   |        | Abgesagt    |   |                    |

| 28. Mai Scorecard | Port of Spain | Namibia 119-9 (20)               | – | Australien 123-3 (10) |
|                   |               | Australien gewinnt mit 7 Wickets |   |                       |

| 29. Mai Scorecard | Port of Spain | Afghanistan 154-3 (20) | – | Oman |
|                   |               | No Result              |   |      |

| 30. Mai Scorecard | Dallas | Vereinigte Staaten | – | Nepal |
|                   |        | No Result          |   |       |

| 30. Mai Scorecard | San Fernando | Uganda 90-5 (18/18) | – | Schottland 27-0 (1.5/18) |
|                   |              | No Result           |   |                          |

| 30. Mai Scorecard | Dallas | Niederlande | – | Kanada |
|                   |        | Abgesagt    |   |        |

| 30. Mai Scorecard | San Fernando | Papua-Neuguinea 109-7 (20)              | – | Namibia 93-6 (16.5) |
|                   |              | Namibia gewinnt mit 3 Runs (D/L method) |   |                     |

| 30. Mai Scorecard | Port of Spain | West Indies 257-4 (20)          | – | Australien 222-7 (20) |
|                   |               | West Indies gewinnt mit 35 Runs |   |                       |

| 31. Mai Scorecard | Lauderhill | Sri Lanka 163-8 (20)          | – | Irland 122 (18.2) |
|                   |            | Sri Lanka gewinnt mit 41 Runs |   |                   |

| 31. Mai Scorecard | Port of Spain | Afghanistan 178-8 (20)          | – | Schottland 123-9 (20) |
|                   |               | Afghanistan gewinnt mit 55 Runs |   |                       |

| 1. Juni Scorecard | East Meadow | Indien 182-5 (20)          | – | Bangladesch 122-9 (20) |
|                   |             | Indien gewinnt mit 60 Runs |   |                        |

## Vorrunde

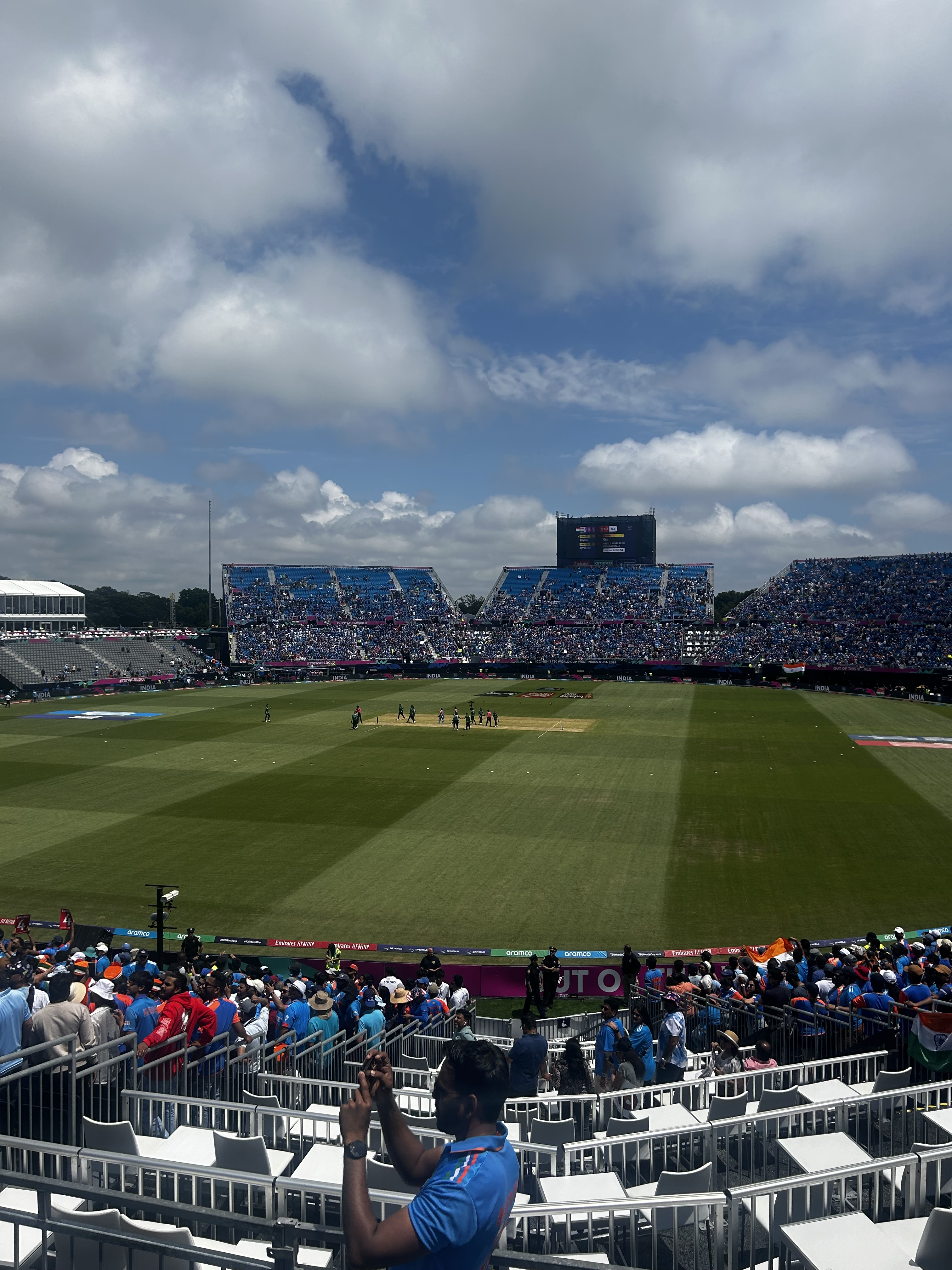
Spiel zwischen Irland und Indien in New York

In der Vorrunde spielten die zwanzig Teams aufgeteilt in vier Gruppen mit jeweils fünf Mannschaften, wobei sich die jeweils zwei bestplatzierten der Gruppe für die Super-8-Runde qualifizierten. Die Vorrunde begann am 1. Juni 2024 im Grand Prairie Stadium, Dallas, Texas, mit dem Eröffnungsspiel zwischen dem Mitgasteber den Vereinigten Staaten und Kanada, den beiden Mannschaften, die 1844 auch das erste internationale Cricketmatch der Geschichte austrugen.

### Gruppe A
Während Indien die Auftaktpartie gewann, konnten die Vereinigten Staaten sich in ihrem zweiten Spiel überraschend gegen Pakistan durchsetzen. Nachdem Pakistan auch Indien unterlegen war, wurde das entscheidende spiel zwischen Irland und den Vereinigten Staaten aufgrund von Regenfällen abgesagt, womit sich die Vereinigten Staaten neben Indien für die Super 8 qualifizierten.
Tabelle
| Gruppe A           | Sp. | S | N | NR | P | NRR    |
| ------------------ | --- | - | - | -- | - | ------ |
| Indien             | 4   | 3 | 0 | 1  | 7 | +1.137 |
| Vereinigte Staaten | 4   | 2 | 1 | 1  | 5 | +0.127 |
| Pakistan           | 4   | 2 | 2 | 0  | 4 | +0.294 |
| Kanada             | 4   | 1 | 2 | 1  | 3 | −0.493 |
| Irland             | 4   | 0 | 3 | 1  | 1 | −1.293 |

Spiele
| 1. Juni Scorecard | Dallas | Kanada 194-5 (20)                        | – | Vereinigte Staaten 197-3 (17.4) |
|                   |        | Vereinigte Staaten gewinnt mit 7 Wickets |   |                                 |

Die Vereinigten Staaten gewannen den Münzwurf und entschieden sich, als Feldmannschaft zu beginnen. Für Kanada bildeten die Eröffnungs-Batter Aaron Johnson und Navneet Dhaliwal eine Partnerschaft. Johnson schied nach 23 Runs aus und wurde gefolgt durch Nicholas Kirton. Dhaliwal gelang ein Fifty über 61 Run, woraufhin Shreyas Movva aufs Feld kam. Kirton erzielte ein Fifty über 51 Runs und nachdem Dilpreet Bajwa 11 Runs erreichte, beendete Movva das Innings ungeschlagen mit 32* Runs. Damit erhöhte er die Vorgabe für die Vereinigten Staaten auf 195 Runs. Die Wickets der Vereinigten Staaten erzielten Harmeet Singh, Corey Anderson und Ali Khan. Für die Vereinigten Staaten bildeten der Eröffnungs-Batter Monank Patel und der dritte Schlagmann Andries Gous eine Partnerschaft. Patel erreichte 16 Runs, woraufhin Aaron Jones ins Spiel kam und mit Gous eine Partnerschaft über 131 Runs erzielte. Gous erreichte ein Fifty über 65 Runs, bevor Jones die Vorgabe nach einem Fifty über 94* Runs im 18. Over einholen konnte. Die kanadischen Wickets erzielten Dilon Heyliger, Kaleem Sana und Nikhil Dutta. Als Spieler des Spiels wurde Aaron Jones ausgezeichnet.
| 5. Juni Scorecard | East Meadow | Irland 96 (16)               | – | Indien 97-2 (12.2) |
|                   |             | Indien gewinnt mit 8 Wickets |   |                    |

Indien gewann den Münzwurf und entschied sich, als Feldmannschaft zu beginnen. Irland verlor früh seine Eröffnungs-Batter, bevor Lorcan Tucker 10 Runs erzielte. Curtis Campher bildete daraufhin eine Partnerschaft mit Gareth Delany, bevor er nach 12 Runs ausschied. An der Seite von Delany erreichte Josh Little 14 Runs, bevor Delany nach 26 Runs das letzte Wicket des Innings verlor und so die Vorgabe auf 97 Runs erhöhte. Bester indischer Bowler war Hardik Pandya mit 3 Wickets für 27 Runs. Für Indien bildeten der Eröffnungs-Batter Rohit Sharma und der dritte Schlagmann Rishabh Pant eine Partnerschaft. Sharma gab nach einem Fifty über 52 Runs verletzt auf und Pant erreichte nach 36* Runs die Vorgabe im 13. Over. Die irischen Wickets erzielten Mark Adair und Ben White. Als Spieler des Spiels wurde Jasprit Bumrah ausgezeichnet.
| 6. Juni Scorecard | Dallas | Pakistan 159-7 (20) / 13/1                                | – | Vereinigte Staaten 159-3 (19.2) / 18/1 |
|                   |        | Unentschieden (Vereinigte Staaten gewinnt mit Super Over) |   |                                        |

Die Vereinigten Staaten gewannen den Münzwurf und entschieden sich, als Feldmannschaft zu beginnen. Für Pakistan bildeten der Eröffnungs-Batter Babar Azam und der vierte Schlagmann Fakhar Zaman eine Partnerschaft. Zaman erreichte 11 Runs und der ihm folgende Shadab Khan 40 Runs. Nachdem Iftikhar Ahmed aufs Feld gekommen war, verlor Azam sein Wicket nach 44 Runs. Ihm folgte Shaheen Afridi. Ahemd schied nach 18 Runs aus und Afridi erhöhte die Vorgabe für die Vereinigten Staaten auf 160 Runs. Bester Bowler für die Nosthush Kenjige mit 3 Wickets für 30 Runs. Für die Vereinigten Staaten formten die Eröffnungs-Batter Steven Taylor und Monank Patel eine Partnerschaft. Taylor erzielte 12 Runs und der ihm folgende Andries Gous 35 Runs. Nachdem Aaron Jones ins Spiel gekommen war, verlor Patel sein Wicket nach einem Fifty über 50 Runs. Jones (36* Runs) konnte dann zusammen mit Nitish Kumar (14* Runs) bis zum Ende des Innings die Run-Zahl Pakistans ausgleichen. Die pakistanische Wickets erzielten Mohammad Amir, Naseem Shah und Haris Rauf. Im Super Over konnten Aaron Jones und Harmeet Singh für die Vereinigten Staaten 18 Runs erzielen, wobei Mohammad Amir drei Wides unterliefen. Saurabh Netravalkar konnte dann Iftikhar Ahmed und Shadab Khan auf 13 Runs begrenzen und so den Sieg sichern. Als Spieler des Spiels wurde Monank Patel ausgezeichnet.
| 7. Juni Scorecard | East Meadow | Kanada 137-7 (20)          | – | Irland 125-7 (20) |
|                   |             | Kanada gewinnt mit 12 Runs |   |                   |

Indien gewann den Münzwurf und entschied sich, als Feldmannschaft zu beginnen. Für Kanada bildeten der Eröffnungs-Batter Aaron Johnson und der dritte Schlagmann Pargat Singh eine Partnerschaft. Johnson schied nach 14 Runs aus und Singh erreichte 18 Runs. Daraufhin formten Nicholas Kirton und Shreyas Movva eine weitere Partnerschaft. Kirton schied nach 49 Runs und Movva verlor sein Wicket mit dem letzten Ball des Innings nach 37 Runs und erhöhte so die Vorgabe auf 138 Runs. Beste irische Bowler waren Barry McCarthy mit 2 Wickets für 24 Runs und Craig Young mit 2 Wickets für 32 Runs. Für Irland erzielte Eröffnungs-Batter Andrew Balbirnie 17 und der hineinkommende Lorcan Tucker 10 Runs. In der Folge bildeten George Dockrell und Mark Adair eine weitere Partnerschaft. Adair schied im letzten Over nach 34 Runs aus und Dockrell erzielte bis zum Ende des Innings 30* Runs, was jedoch nicht ausreichte die Vorgabe einzuholen. Beste kanadische Bowler waren Jeremy Gordon mit 2 Wickets für 16 Runs und Dilon Heyliger mit 2 Wickets für 18 Runs. Als Spieler des Spiels wurde Nicholas Kirton ausgezeichnet.
| 9. Juni Scorecard | East Meadow | Indien 119 (19)           | – | Pakistan 113-7 (20) |
|                   |             | Indien gewinnt mit 6 Runs |   |                     |

Pakistan gewann den Münzwurf und entschied sich, als Feldmannschaft zu beginnen. Für Indien erzielte der Eröffnungs-Batter Rohit Sharma 13 Runs, bevor Rishabh Pant und Axel Patel eine Partnerschaft formten. Patel erreichte 20 Runs und Pant konnte 42 Runs erzielen. Kein weiterer Batter konnte daraufhin eine zweistellige Run-Zahl erzielen und so endete das Innings im vorletzten Over mit einer Vorgabe von 120 Runs für Pakistan. Beste pakistanische Bowler mit jeweils 3 Wickets für 21 Runs waren Naseem Shah und Haris Rauf. Für Pakistan formten die Eröffnungs-Batter Mohammad Rizwan und Babar Azam eine Partnerschaft. Azam schied nach 13 Runs aus und ihm folgten ebenfalls mit jeweils 13 Runs Usman Khan und Fakhar Zaman. Nachdem Imad Wasim ins Spiel gekommen war, verlor Rizwan sein Wicket nach 31 Runs. Wasim schied nach 15 Runs aus und Naseem Shah konnte bis zum Ende des Innings 10* Runs erzielen, was jedoch nicht ausreichte die Vorgabe einzuholen. Bester indischer Bowler war Jasprit Bumrah mit 3 Wickets für 14 Runs, der dafür als Spieler des Spiels ausgezeichnet wurde.
| 11. Juni Scorecard | East Meadow | Kanada 106-7 (20)              | – | Pakistan 107-3 (17.3) |
|                    |             | Pakistan gewinnt mit 8 Wickets |   |                       |

Pakistan gewann den Münzwurf und entschied sich, als Feldmannschaft zu beginnen. Für Kanada konnte sich Aaron Johnson etablieren, der jedoch erst mit dem siebten Schlagmann Saad Bin Zafar einen Partner fand. Johnson schied nach einem Fifty über 52 Runs und wurde durch Kaleem Sana ersetzt. Zafar schied nach 10 Runs aus und Sana beendete das Innings ungeschlagen mit 13* Runs und erhöhte so die Vorgabe auf 107 Runs. Beste pakistanische Bowler waren Mohammad Amir mit 2 Wickets für 13 Runs und Haris Rauf mit 2 Wickets für 26 Runs. Für Pakistan bildeten der Eröffnungs-Batter Mohammad Rizwan und der dritte Schlagmann Babar Azam eine Partnerschaft. Azam schied nach 33 Runs aus, während Rizwan die Vorgabe nach einem Fifty über 53* Runs im 18. Over einholte. Bester kanadischer Bowler war Dilon Heyliger mit 2 Wickets für 18 Runs. Als Spieler des Spiels wurde Mohammad Amir ausgezeichnet.
| 12. Juni Scorecard | East Meadow | Vereinigte Staaten 110-8 (20) | – | Indien 111-3 (18.2) |
|                    |             | Indien gewinnt mit 7 Wickets  |   |                     |

Indien gewann den Münzwurf und entschied sich, als Feldmannschaft zu beginnen. Für die Vereinigten Staaten bildete Eröffnungs-Batter Steven Taylor und der vierte Schlagmann Aaron Jones eine Partnerschaft. Jones erzielte 11 Runs und wurde gefolgt durch Nitish Kumar. Taylor erreichte 24 Runs und nachdem Kumar nach 27 Runs ausschied, folgte die Partnerschaft zwischen Corey Anderson und Harmeet Singh. anderson erzielte 15 und Singh 10 Runs, bevor Shadley van Schalkwyk das innings mit 11* Runs beendete und die Vorgabe auf 111 Runs erhöhte. Bester indischer Bowler war Arshdeep Singh mit 4 Wickets für 9 Runs. Indien verlor früh seine Eröffnungs-Batter, bevor Rishabh Pant und Suryakumar Yadav eine Partnerschaft formten. Pant schied nach 18 Runs aus und Yadav konnte dann zusammen mit Shivam Dube die Vorgabe im 19. Over einholen. Yadav erzielte dabei ein Fifty über 50* Runs und Dube 31* Runs. Bester Bowler der Vereinigten Staaten war Saurabh Netravalkar mit 2 Wickets für 18 Runs. Als Spieler des Spiels wurde Arshdeep Singh ausgezeichnet.
| 14. Juni Scorecard | Lauderhill | Vereinigte Staaten | – | Irland |
|                    |            | Spiel abgesagt     |   |        |

Spiel wurde auf Grund von Regenfällen und nassem Außenfeld abgesagt.
| 15. Juni Scorecard | Lauderhill | Indien         | – | Kanada |
|                    |            | Spiel abgesagt |   |        |

Spiel wurde auf Grund von einem nassen Außenfeld abgesagt.
| 16. Juni Scorecard | Lauderhill | Irland 106-9 (20)              | – | Pakistan 111-7 (18.5) |
|                    |            | Pakistan gewinnt mit 3 Wickets |   |                       |

Irland gewann den Münzwurf und entschied sich, als Schlagmannschaft zu beginnen. Sie verloren früh mehrere Wickets, bevor George Dockrell 11 Runs erreichte. Daraufhin bildeten Gareth Delany und Mark Adair eine Partnerschaft. Delany gelangen 31 Runs und kurz darauf schied auch Adair nach 15 Runs aus. Josh Little konnte daraufhin bis zum Ende des Innings noch 22* Runs erzielen und so die Vorgabe auf 107 Runs erhöhen. Beste pakistanische Bowler waren Imad Wasim mit 3 Wickets für 8 Runs und Shaheen Afridi mit 3 Wickets für 22 Runs. Für Pakistan formten die Eröffnungs-Batter Mohammad Rizwan und Saim Ayub eine Partnerschaft. Ayub erreichte 17 Runs und wurde durch Babar Azam ersetzt. Rizwan erreichte ebenfalls 17 Runs und an der Seite von Azam erzielte Abbas Afridi 17 Runs. Zusammen mit Shaheen Afridi konnte Azam dann die Vorgabe im 19. Over einholen. Azam erzielte dabei 32* Runs und Afridi 13* Runs. Bester irischer Bowler war Barry McCarthy mit 3 Wicket für 15 Runs. Als Spieler des Spiels wurde Shaheen Afridi ausgezeichnet.

### Gruppe B
Durch das aufgrund von Regenfällen abgesagte Spiel zwischen England und Schottland und der Niederlage Englands gegen Australien, hatte Schottland zunächst die Oberhand gegenüber dem englischen Team. England konnte durch einen klaren Sieg gegen den Oman den Rückstand in der Net-Run-Rate gegenüber dem schottischen Team aufholen und dann mit einem weiteren durch Regen bestimmten Spiel gegen Namibia durchsetzen. Nachdem Schottland gegen Australien das letzte Spiel verloren hatte, stand England neben Australien als Super-8-Runden-Qualifikant fest.
Tabelle
| Gruppe B   | Sp. | S | N | NR | P | NRR    |
| ---------- | --- | - | - | -- | - | ------ |
| Australien | 4   | 4 | 0 | 0  | 8 | +2.791 |
| England    | 4   | 2 | 1 | 1  | 5 | +3.611 |
| Schottland | 4   | 2 | 1 | 1  | 5 | +1.255 |
| Namibia    | 4   | 1 | 3 | 0  | 2 | −2.585 |
| Oman       | 4   | 0 | 4 | 0  | 0 | −3.062 |

Spiele
| 2. Juni Scorecard | Bridgetown | Oman 109 (19.4) / 10/1                        | – | Namibia 109-6 (20) / 21/0 |
|                   |            | Unentschieden (Namibia gewinnt im Super Over) |   |                           |

Namibia gewann den Münzwurf und entschied sich, als Feldmannschaft zu beginnen. Oman verlor früh drei Batter, bevor Zeeshan Maqsood und Khalid Kail eine Partnerschaft formten. Maqsood erreichte 22 Runs und wurde durch Ayaan Khan ersetzt, dem 15 Runs gelangen. Kail schied nach 34 Runs aus und von den verbliebenen Battern erzielte Shakeel Ahmed 11 Runs. Damit setzten sie die Vorgabe aus 110 Runs. Beste namibische Bowler waren Ruben Trumpelmann mit 4 Wickets für 21 Runs und David Wiese mit 3 Wickets für 28 Runs. Für Namibia formten der Eröffnungs-Batter Nikolaas Davin und der dritte Schlagmann Jan Frylinck eine Partnerschaft. Davin schied nach 24 Runs aus und der hineinkommende Gerhard Erasmus erreichte 13 Runs. Frylinck verlor sein Wicket nach 45 Runs und die verbliebenen Batter verfehlten die Vorgabe um 1 Run und so kam es zum Super Over. In diesem konnten David Wiese und Gerhard Rasmus zunächst 21 Runs vorlegen, nachdem Bilal Khan kein Wicket gelang. David Wiese war es dann der als Bowler den Oman bei 10 Runs hielt und ein weiteres Wicket erzielte. Dieser wurde auch als Spieler des Spiels ausgezeichnet.
| 4. Juni Scorecard | Bridgetown | Schottland 90-0 (10/10) | – | England |
|                   |            | No Result               |   |         |

Schottland gewann den Münzwurf und entschied sich, als Schlagmannschaft zu beginnen. Für sie begannen George Munsey und Michael Jones. Im siebten Over kam es zu Regenfällen und das Spiel wurde beim Stand von 51/0 unterbrochen. Als die Mannschaften wieder aufs Feld zurück konnten, war das Spiel für beide Seiten auf 10 Over verkürzt worden. Munsey und Jones beendeten das Innings daraufhin ungeschlagen, Jones mit 45* und Munsey 41* Runs. Jedoch begann es daraufhin erneut zu regnen und das Spiel wurde abgebrochen.
| 5. Juni Scorecard | Bridgetown | Australien 164-5 (20)          | – | Oman 125-9 (20) |
|                   |            | Australien gewinnt mit 39 Runs |   |                 |

Oman gewann den Münzwurf und entschied sich, als Feldmannschaft zu beginnen. Für Australien bildeten die Eröffnungs-Batter David Warner und Travis Head eine Partnerschaft. Head schied nach 12 Runs aus und der ihm folgende Mitchell Marsh erreichte 14 Runs. Nachdem Marcus Stoinis aufs Feld gekommen war, schied Warner nach einem Fifty über 56 Runs aus. Stoinis beendete das Innings ungeschlagen mit einem Fifty über 67 Runs und erhöhte damit die Vorgabe auf 165 Runs. Bester omanischer Bowler war Mehran Khan mit 2 Wickets für 38 Runs. Für Oman konnte der dritte Schlagmann Aqib Ilyas zunächst 18 Runs erzielen. In der Folge formten Ayaan Khan und Mehran Khan eine Partnerschaft. Ayaan Khan schied nach 36 Runs aus und wurde gefolgt von Shakeel Ahmed. Mehran Khan erreichte 27 Runs und Ahmed 11 Runs, was jedoch nicht ausreichte um die Vorgabe einzuholen. Bester australischer Bowler war Marcus Stoinis mit 3 Wickets für 19 Runs, der auch als Spieler des Spiels ausgezeichnet wurde.
| 6. Juni Scorecard | Bridgetown | Namibia 155-9 (20)               | – | Schottland 157-5 (18.3) |
|                   |            | Schottland gewinnt mit 5 Wickets |   |                         |

Namibia gewann den Münzwurf und entschied sich, als Schlagmannschaft zu beginnen. Für sie bildeten der Eröffnungs-Batter Nikolaas Davin und der dritte Schlagmann Jan Frylinck eine Partnerschaft. Frylinck erreichte 12 Runs und wurde gefolgt durch Gerhard Erasmus. Davin schied nach 20 Runs aus und Erasmus formte mit Zane Green eine weitere Partnerschaft, bevor auch er nach einem Fifty über 52 Runs sein Wicket verlor. An der Seite von Green erzielte David Wiese14 Runs, bevor auch Green nach 28 Runs ausschied. Von den verbliebenen Battern erzielte JJ Smit 11 Runs und erhöhte so die Vorgabe für Schottland auf 156 Runs. Bester schottischer Bowler war Brad Wheal mit 3 Wickets für 33 Runs. Für Schottland formten der Eröffnungs-Batter Michael Jones und der dritte Schlagmann Brandon McMullen eine Partnerschaft. Jones gelangen 26 Runs, bevor Richie Berrington aufs Feld kam. McMullen schied nach 19 Runs aus, woraufhin Michael Leask 35 Runs erzielte. Berrington konnte daraufhin die Vorgabe ungeschlagen im 19. Over einholen und erzielte dabei 47* Runs. Bester namibischer Bowler war Gerhard Erasmus mit 2 Wickets für 29 Runs. Als Spieler des Spiels wurde Michael Leask ausgezeichnet.
| 8. Juni Scorecard | Bridgetown | Australien 201-7 (20)          | – | England 165-6 (20) |
|                   |            | Australien gewinnt mit 36 Runs |   |                    |

England gewann den Münzwurf und entschied sich, als Feldmannschaft zu beginnen. Für Australien begannen Travis Head und David Warner mit einer Partnerschaft. Warner erreichte 39 Runs und Head 34, bevor Mitchell Marsh und Glenn Maxwell eine weitete Partnerschaft formten. Marsh konnte 35 Runs erzielen und kurz darauf schied auch maxwell nach 28 Runs aus. Daraufhin etablierte sich Marcus Stoinis und an seiner Seite erzielte Tim David 11, bevor Matthew Wade ins Spiel kam. Stoinis verlor sein Wicket nach 30 Runs, während Wade das Innings ungeschlagen mit 17* Runs beendete und die Vorgabe für England auf 202 Runs erhöhte. Bester englischer Bowler war Chris Jordan mit 2 Wickets für 44 Runs. Für England formten Phil Salt und Jos Buttler die Eröffnungs-Partertnerschaft. Salt konnte 37 Runs erzielen und wurde gefolgt durch Will Jacks. Buttler erreichte 42 Runs und kurz darauf schied auch Jacks nach 10 Runs aus. Der hineinkommende Moeen Ali konnte 25 Runs erreichen, woraufhin Harry Brook und Liam Livingstone eine weitere Partnerschaft formten. Livingstone schied nach 15 runs aus und Brook konnte bis zum Ende des innings 20* Runs erzielen, was jedoch nicht ausreichte um die Vorgabe einzuholen. Beste australische Bowler waren Pat Cummins mit 2 Wickets für 23 Runs und Adam Zampa mit 2 Wickets für 28 Runs. Als Spieler des Spiels wurde Adam Zampa ausgezeichnet.
| 9. Juni Scorecard | North Sound | Oman 150-7 (20)                  | – | Schottland 153-3 (13.1) |
|                   |             | Schottland gewinnt mit 7 Wickets |   |                         |

Oman gewann den Münzwurf und entschied sich, als Schlagmannschaft zu beginnen. Für sie bildeten die Eröffnungs-Batter Pratik Athavale und Naseem Khushi eine Partnerschaft. Khushi schied nach 10 Runs aus und der ihm folgende Aqib Ilyas erreichte 16 Runs. Athavale formte dann mit Ayaan Khan eine weitere Partnerschaft, bevor er nach einem Fifty über 54 Runs sein Wicket verlor. An der Seite von Ayaan Khan konnte Mehran Khan 13 Runs erzielen, bevor Ayaan das Innings mit 41* Runs ungeschlagen beendete und so die Vorgabe für Schottland auf 151 Runs festsetzte. Bester schottischer Bowler war Safyaan Sharif mit 2 Wickets für 40 Runs. Für Schottland begannen George Munsey und Michael Jones als Eröffnungs-Partnerschaft. Jones schied nach 16 Rusn aus und wurde gefolgt durch Brandon McMullen. Munsey verlor sein Wicket nach 41 Runs und nachdem Richie Berrington 13 Runs erzielte, konnte McMullen zusammen mit Matthew Cross die Vorgabe im 14. Over einholen. McMullen erreichte dabei ein Fifty über 61* Runs und Cross 15* Runs. Die omanischen Wickets erzielten Bilal Khan, Mehran Khan und Aqib Ilyas. Als Spieler des Spiels wurde Brandon McMullen ausgezeichnet.
| 11. Juni Scorecard | North Sound | Namibia 72 (17)                  | – | Australien 74-1 (5.4) |
|                    |             | Australien gewinnt mit 9 Wickets |   |                       |

Australien gewann den Münzwurf und entschied sich, als Feldmannschaft zu beginnen. Für Namibia erzielte Eröffnungs-Batter Michael van Lingen 10 Runs, bevor sich Gerhard Erasmus etablierte. Erasmus schied im 17. Over nach 36 Runs aus, jedoch konnte sich keiner seiner Partner etablieren und so viel kurz darauf mit einer Vorgabe von 73 Runs für Australien das Innings. Bester australischer Bowler war Adam Zampa mit 4 Wickets für 12 Runs. Für Australien formten die Eröffnungs-Batter David Warner und Travis Head eine Partnerschaft. warner erreichte 20 Runs, bevor Head zusammen mit Mitchell Marsh die Vorgabe im sechsten Over einholen konnte. Das namibische Wicket erzielte David Wiese. Als Spieler des Spiels wurde Adam Zampa ausgezeichnet.
| 13. Juni Scorecard | North Sound | Oman 47 (13.2)                | – | England 50-2 (3.1) |
|                    |             | England gewinnt mit 8 Wickets |   |                    |

England gewann den Münzwurf und entschied sich, als Feldmannschaft zu beginnen. Der Oman verlor schnell zahlreiche wickets und nur Shoaib Khan gelang es mit 11 Runs eine zweistellige Run-Zahl zu erreichen. So fiel im 14. Over das letzte Wicket und der Oman stellte england eine Vorgabe von 48 Runs. Beste englische Bowler waren Adil Rashid mit 4 Wickets für 11 Runs und mit jeweils 3 Wickets für 12 Runs Jofra Archer und Mark Wood. Für England formten die Eröffnungs-Batter Phil Salt und Jos Buttler eine Partnerschaft. Salt erreichte 12 Runs, bevor Buttler nach 24* Runs die Vorgabe im 4 Over eingeholt hatte. die omanischen Wickets erzielten Kaleemullah und Bilal Khan. Als Spieler des Spiels wurde Adil Rashid ausgezeichnet.
| 15. Juni Scorecard | North Sound | England 122-5 (10/10)                    | – | Namibia 84-3 (10/10) |
|                    |             | England gewinnt mit 41 Runs (D/L method) |   |                      |

Das Spiel begann auf Grund von Regenfällen verspätet und wurde zunächst auf 11 Over pro Seite verkürzt. Namibia gewann den Münzwurf und entschied sich, als Feldmannschaft zu beginnen. Für England bildeten der Eröffnungs-Batter Phil Salt und der dritte Schlagmann Jonny Bairstow eine Partnerschaft. Salt schied nach 11 Runs aus und wurde gefolgt durch Harry Brook. Bairstow erreichte 31 Runs und nachdem Moeen Ali aufs Feld kam, gab es eine weitere Regenunterbrechung. Beim wiederbeginn wurde das Spiel auf 10 Over pro Seite verkürzt. Ali erreichte 16 Runs und wurde durch Liam Livingstone ersetzt. Livingstone verlor mit dem letzten ball des Innings nach 13 Runs sein Wicket, als Brook bei 47* Runs stand. Damit erhöhten sie die Vorgabe auf 126 Runs. Bester namibischer Bowler war Ruben Trumpelmann mit 2 Wickets für 31 Runs. Für Namibia begannen die Eröffnungs-Batter Michael van Lingen und Nikolaas Davin. Davin zog sich nach 18 Runs zurück und wurde gefolgt durch David Wiese. Van Lingen schied nach 33 Runs aus und Wiese nach 27 Runs. Daraufhin verpasste Namibia die Vorgabe. Als Spieler des Spiels wurde Harry Brook ausgezeichnet.
| 15. Juni Scorecard | Gros Islet | Schottland 180-5 (20)            | – | Australien 186-5 (19.4) |
|                    |            | Australien gewinnt mit 5 Wickets |   |                         |

Australien gewann den Münzwurf und entschied sich, als Feldmannschaft zu beginnen. Für Schottland bildeten der Eröffnungs-Batter George Munsey und der dritte Schlagmann Brandon McMullen eine Partnerschaft. Munsey schied nach 35 Runs aus und wurde gefolgt durch Richie Berrington. McMullen erreichte ein Fifty über 60* Runs und der ihm folgende Matthew Cross erreiche 18 Runs. Berrington beendete daraufhin das Innings ungeschlagen mit 42* Runs und erhöhte so die Vorgabe für Australien auf 181 Runs. Bester australischer Bowler war Glenn Maxwell mit 2 Wickets für 44 Runs. Für Australien etablierte sich Eröffnungs-Batter Travis Head und an seiner Seite erreichte Glenn Maxwell 11 Runs. Daraufhin kam Marcus Stoinis ins Spiel und Head schied nach einem Fifty über 68 Runs aus. Ihm folgte Tim David und nachdem Stoinis ein Fifty über 69 Runs erzielte, konnte David die Vorgabe zwei Bälle vor Schluss nach 24* Runs einholen. Beste schottische Bowler waren Mark Watt mit 2 Wickets für 34 Runs und Safyaan Sharif mit 2 Wickets für 42 Runs. Als Spieler des Spiels wurde Marcus Stoinis ausgezeichnet.

### Gruppe C
Die West Indies und Afghanistan konnten sich mit frühen Siegen an der Tabellenspitze etablieren. Nachdem Neuseeland erst gegen Afghanistan und dann gegen die West Indies unterlag, sicherte sich Afghanistan mit einem Sieg gegen Papua-Neuguinea frühzeitig neben den West Indies die Qualifikation für die Super-8-Runde.
Tabelle
| Gruppe C        | Sp. | S | N | NR | P | NRR    |
| --------------- | --- | - | - | -- | - | ------ |
| West Indies     | 4   | 4 | 0 | 0  | 8 | +3.257 |
| Afghanistan     | 4   | 3 | 1 | 0  | 6 | +1.835 |
| Neuseeland      | 4   | 2 | 2 | 0  | 4 | +0.415 |
| Uganda          | 4   | 1 | 3 | 0  | 2 | −4.510 |
| Papua-Neuguinea | 4   | 0 | 4 | 0  | 0 | −1.268 |

Spiele
| 2. Juni Scorecard | Georgetown | Papua-Neuguinea 136-8 (20)        | – | West Indies 137-5 (19) |
|                   |            | West Indies gewinnt mit 5 Wickets |   |                        |

Die West Indies gewannen den Münzwurf und entschieden sich, als Feldmannschaft zu beginnen. Für Papua-Neuguinea bildeten der Eröffnungs-Batter Assad Vala und der vierte Schlagmann Sese Bau eine Partnerschaft. Vala erreichte 21 Runs und wurde gefolgt durch Charles Amini, dem 12 Runs gelangen. Nachdem Kiplin Doriga aufs Feld gekommen war, verlor Bau sein Wicket nach einem Fifty über 50 Runs. Für ihn kam Chad Soper ins Spiel, der 10 Runs erzielte, während Doriga das Innings ungeschlagen mit 27* Runs beendete. Damit setzte er die Vorgabe auf 137 Runs. Beste west-indischen Bowler waren Andre Russell mit 2 Wickets für 19 Runs und Alzarri Joseph mit 2 Wickets für 34 Runs. Für die West Indies formten der Eröffnungs-Batter Brandon King und der dritte Schlagmann Nicholas Pooran eine Partnerschaft, die kurz von einem Regenschauer unterbrochen wurde. Pooran schied nach 27 Runs aus und King kurz darauf nach 34 Runs. Daraufhin kam Roston Chase ins Spiel und an seiner Seite erzielte Rovman Powell 15 Runs. Zusammen mit Andre Russell konnte Chase dann die Vorgabe im vorletzten Over einholen. Chase erreichte dabei 42* Runs und Russell 15* Runs. Bester papua-neuguineischer Bowler war Assad Vala mit 2 Wickets für 28 Runs. Als Spieler des Spiels wurde Roston Chase ausgezeichnet.
| 3. Juni Scorecard | Georgetown | Afghanistan 183-5 (20)           | – | Uganda 58 (16) |
|                   |            | Afghanistan gewinnt mit 125 Runs |   |                |

Uganda gewann den Münzwurf und entschied sich, als Feldmannschaft zu beginnen. Für Afghanistan bildeten die Eröffnungs-Batter Rahmanullah Gurbaz und Ibrahim Zadran eine Partnerschaft, die zusammen 154 Runs erzielten. Zadran schied nach einem Fifty über 70 Runs aus und kurz darauf Gurbaz nach 76 Runs. Bis zum Ende des Innings konnte dann Mohammad Nabi noch weitere 14* Runs hinzufügen und so die Vorgabe auf 184 Runs erhöhen. Beste ugandische Bowler waren Brian Masaba mit 2 Wickets für 21 Runs und Cosmas Kyewuta mit 2 Wickets für 25 Runs. Uganda verlor früh vier Wickets, bevor Riazat Ali Shah und Robinson Obuya eine Partnerschaft formten. Shah erreichte 11 Runs und Obuya 14 Runs. Keiner der weiteren Batter gelang mehr eine zweistellige Run-Zahl und so fiel das letzte Wicket im 16. Over, womit die deutliche Niederlage für Uganda feststand. Bester afghanischer Bowler war Fazalhaq Farooqi mit 5 Wickets für 9 Runs, der dafür als Spieler des Spiels ausgezeichnet wurde.
| 5. Juni Scorecard | Georgetown | Papua-Neuguinea 77 (19.1)    | – | Uganda 78-7 (18.2) |
|                   |            | Uganda gewinnt mit 3 Wickets |   |                    |

Uganda gewann den Münzwurf und entschied sich, als Feldmannschaft zu beginnen. Papua-Neuguinea verlor früh drei Wickets, bevor Lega Siaka und Hiri Hiri eine Partnerschaft formten. Siaka schied nach 12 Runs aus und wurde gefolgt durch Kiplin Doriga. Hiri erreichte 15 Runs und Doriga 12, jedoch konnte kein weiterer Spieler eine zweistellige Run-Zahl hinzufügen. Somit endete das Innings mit einer Vorgabe von 78 Runs für Uganda. Beste ugandische Bowler mit jeweils zwei Wickets waren Frank Nsubuga (für 4 Runs), Juma Miyagi (für 10 Runs), sowie Alpesh Ramjani und Cosmas Kyewuta (für jeweils 17 Runs). Uganda verlor zunächst früh drei Wickets, bevor sich Riazat Ali Shah etablierte. An dessen Seite erzielte Juma Miyagi 13 Runs. Shah schied nach 33 Runs aus und die verbliebenen Batter konnten im 19. Over die Vorgabe einholen. Beste papua-neuguineanische Bowler waren Alei Nao mit 2 Wickets für 16 Runs und Norman Vanua mit 2 Wickets für 19 Runs. Als Spieler des Spiels wurde Riazat Ali Shah ausgezeichnet.
| 7. Juni Scorecard | Georgetown | Afghanistan 159-6 (20)          | – | Neuseeland 75 (15.2) |
|                   |            | Afghanistan gewinnt mit 84 Runs |   |                      |

Neuseeland gewann den Münzwurf und entschied sich, als Feldmannschaft zu beginnen. Für Afghanistan formten die Eröffnungs-Batter Rahmanullah Gurbaz und Ibrahim Zadran eine Partnerschaft. Zadran erreichte 44 Runs und wurde gefolgt durch Azmatullah Omarzai, dem 22 Runs gelangen. Khan schied im letzten Over des Innings nach einem Fifty über 80 Runs aus und erhöhte so die Vorgabe für Neuseeland auf 160 Runs. Beste neuseeländische Bowler waren Trent Boult mit 2 Wickets für 22 Runs und Matt Henry mit 2 Wickets für 37 Runs. Neuseeland verlor früh vier Wickets, bevor Glenn Phillips 18 Runs erzielte. Von den verbliebenen Battern gelang lediglich Matt Henry mit 12 Runs eine zweistellige Run-Zahl zu erzielen und als im 16. Over das letzte wicket fiel, hatte Neuseeland die Partie deutlich verloren. Beste afghanische Bowler waren mit jeweils 4 Wickets für 17 Runs Fazalhaq Farooqi und Rashid Khan. Als Spieler des Spiels wurde Rahmanullah Gurbaz ausgezeichnet.
| 8. Juni Scorecard | Georgetown | West Indies 173-5 (20)           | – | Uganda 39 (12) |
|                   |            | West Indies gewinnt mit 134 Runs |   |                |

Die West Indies gewannen den Münzwurf und entschieden sich, als Schlagmannschaft zu beginnen. Für sie begannen Bradon King und Johnson Charles. King erreichte 13 Runs und der ihm folgende Nicholas Pooran 22 Runs. Nachdem Rovman Powell aufs Feld gekommen war, schied Charles nach 33 Runs aus. Daraufhin kam Sherfane Rutherford ins Spiel und Powell erzielte 23 Runs, bevor er durch Andre Russell ersetzt wurde. Rutherford verlor sein Wicket in der Folge nach 22 Runs, während Russell das Innings ungeschlagen mit 30* Runs beendete und die Vorgabe für Uganda auf 174 Runs erhöhte. Bester ugandischer Bowler war Brian Masaba mit 2 Wickets für 31 Runs. Uganda verlor früh zahlreiche Wickets und so war es lediglich Juma Miyagi der mit 13* Runs eine zweistellige Run-Zahl erzielen konnte. Das letzte Wicket fiel im 12. Over, so dass Uganda die Partie deutlich verlor. Bester west-indischer Bowler war Akeal Hosein mit 5 Wickets für 11 Runs, der dafür als Spieler des Spiels ausgezeichnet wurde.
| 12. Juni Scorecard | San Fernando | West Indies 149-9 (20)          | – | Neuseeland 136-9 (20) |
|                    |              | West Indies gewinnt mit 13 Runs |   |                       |

Neuseeland gewann den Münzwurf und entschied sich, als Feldmannschaft zu beginnen. Für die West Indies erzielte der dritte Schlagmann Nicholas Pooran 17 Runs, bevor sich Sherfane Rutherford etablieren konnte. An seiner Seite erzielte Akeal Hosein 15, Andre Russell 14 und Romario Shepherd 13 Runs. Rutherford beendete dann das Innings ungeschlagen mit einem fifty über 68* Runs. Bester neuseeländischer Bowler war Trent Boult mit 3 Wickets für 16 Runs. Für Neuseeland bildeten der Eröffnungs-Batter Finn Allen und der dritte Schlagmann Rachin Ravindra eine Partnerschaft. Allen schied nach 26 Runs aus und wurde gefolgt durch Daryl Mitchell. Ravindra erreichte 10 Runs und nachdem Glenn Phillips aufs Feld kam, verlor auch Mitchell nach 12 Runs sein Wicket. James Neesham erzielte daraufhin 10 Runs und Phillips formte zusammen mit Mitchell Santner eine weitere Partnerschaft. Phillips schied nach 40 Runs aus und Santner konnte bis zum Ende des Innings 21* Runs erreichen, was jedoch nicht ausreichte die Vorgabe einzuholen. Beste Bowler der West Indies waren Alzarri Joseph mit 4 Wickets für 19 Runs und Gudakesh Motie mit 3 Wickets für 25 Runs. Als Spieler des Spiels wurde Sherfane Rutherford ausgezeichnet.
| 13. Juni Scorecard | San Fernando | Papua-Neuguinea 95 (19.5)         | – | Afghanistan 101-3 (15.1) |
|                    |              | Afghanistan gewinnt mit 7 Wickets |   |                          |

Afghanistan gewann den Münzwurf und entschied sich, als Feldmannschaft zu beginnen. Für Papua-Neuguinea erzielte Eröffnungs-Batter Tony Ura 11 Runs, bevor Kiplin Doriga und Alei Nao eine Partnerschaft formten. Doriga erreichte 27 Runs und Nao 13 Runs und als das letzte Wicket fiel, hatte das Team Afghanistan eine Vorgabe über 96 Runs gestellt. Bester afghanischer Bowler war Fazalhaq Farooqi mit 3 wickets für 16 Runs. Für Afghanistan bildeten der Eröffnungs-Batter Rahmanullah Gurbaz und der dritte Schlagmann Gulbadin Naib eine Partnerschaft. Gurbaz gelangen 11 Runs und der hineinkommende Azmatullah Omarzai konnte 13 Runs erzielen. Zusammen mit Mohammad Nabi konnte Naib dann die Vorgabe im 16. Over einholen. Naib erreichte dabei 49* Runs und Nabi 16* Runs. die papua-neuguineischen Wickets erzielten Semo Kamea, Norman Vanua und Alei Nao. Als Spieler des Spiels wurde Fazalhaq Farooqi ausgezeichnet.
| 14. Juni Scorecard | San Fernando | Uganda 40 (18.4)                 | – | Neuseeland 41 (5.2) |
|                    |              | Neuseeland gewinnt mit 9 Wickets |   |                     |

Neuseeland gewann den Münzwurf und entschied sich, als Feldmannschaft zu beginnen. Uganda verlor früh zahlreiche Wickets und so war es lediglich Kenneth Waiswa der mit 11* Runs eine zweistellige Run-Zahl erzielen konnte. Die evrbliebenen Batter setzten die Vorgabe auf lediglich 41 Runs. Bester neuseeländischer Bowler war Tim Southee mit 3 Wickets für 4 Runs. Für Neuseeland erzielte Eröffnungs-Batter Devon Conway 22* Run und konnte so die Vorgabe im sechsten Over einholen. Das ugandische Wicket erzielte Riazat Ali Shah. Als Spieler des Spiels wurde Tim Southee ausgezeichnet.
| 17. Juni Scorecard | San Fernando | Papua-Neuguinea 78 (19.4)        | – | Neuseeland 79-3 (12.2) |
|                    |              | Neuseeland gewinnt mit 7 Wickets |   |                        |

Der Beginn des spiels musste auf Grund von Regenfällen verschoben werden. Neuseeland gewann den Münzwurf und entschied sich, als Feldmannschaft zu beginnen. Nachdem Papua-Neuguinea früh seine Eröffnungs-Batter verlor bildeten Charles Amini und Sese Bau eine Partnerschaft. Amini gelangen 17 Runs und kurz darauf schied auch Bau nach 12 Runs aus. Von den verbliebenen Battern konnte lediglich Norman Vanua mit 14 Runs eine zweistellige Run-Zahl erreichen und nachdem das letzte Wicket im letzten Over fiel, stellte Papua-Neuguinea der neuseeländischen Mannschaft eine Vorgabe von 79 Runs. Bester neuseeländischer Bowler war Lockie Ferguson mit 3 Wickets für 0 Runs. Für Neuseeland formten der Eröffnungs-Batter Devon Conway und der vierte Schlagmann Kane Williamson eine Partnerschaft. Conway verlor sein wicket nach 35 Runs, bevor Williamson zusammen mit Daryl Mitchell die Vorgabe im 13. Over einholte. Mitchell erzielte dabei 19* und Williamson 18* Runs. Bester papua-neuguineischen Bowler war Kabua Morea mit 2 Wickets für 4 Runs. Als Spieler des Spiels wurde Lockie Ferguson ausgezeichnet.
| 17. Juni Scorecard | Gros Islet | West Indies 218-5 (20)           | – | Afghanistan 114 (16.5) |
|                    |            | West Indies gewinnt mit 104 Runs |   |                        |

Afghanistan gewann den Münzwurf und entschied sich, als Feldmannschaft zu beginnen. Für die West Indies formte Eröffnungs-Batter Johnson Charles und der dritte Schlagmann Nicholas Pooran eine Partnerschaft. Charles erreichte 43 Runs und die ihm folgenden Shai Hope 25 und Rovman Powell 26 weitere. Pooran verlor zwei Bälle vor Ende des Innings sein Wicket nach einem Fifty über 98 Runs und erhöhte so die Vorgabe für Afghanistan auf 219 Runs. Bester afghanischer Bowler war Gulbadin Naib mit 2 Wickets für 14 Runs. Für Afghanistan bildeten der Eröffnungs-Batter Ibrahim Zadran und der vierte Schlagmann Azmatullah Omarzai eine Partnerschaft. Zadran erreichte 38 Runs und wurde gefolgt durch Karim Janat. Omarzai verlor sein wicket nach 23 Runs und kurz darauf auch Janat nach 14 Runs. Daraufhin kam Rashid Khan ins Spiel, der nach 18 Runs das letzte wicket des Innings verlor, womit die Niederlage für Afghanistan feststand. Bester west-indischer Bowler war Obed McCoy mit 3 Wickets für 14 Runs. Als Spieler des Spiels wurde Nicholas Pooran ausgezeichnet.

### Gruppe D
Südafrika konnte sich durch knappe Siege früh an die Tabellenspitze setzen. Nachdem sich Bangladesch gegen Sri Lanka und die Niederlande durchsetzen konnte, sicherten sie sich mit ihrem dritten Sieg gegen Nepal neben Südafrika die Super-8-Runden-Qualifikation.
Tabelle
| Gruppe D    | Sp. | S | N | U | NR | P | NRR    |
| ----------- | --- | - | - | - | -- | - | ------ |
| Südafrika   | 4   | 4 | 0 | 0 | 0  | 8 | +0.470 |
| Bangladesch | 4   | 3 | 1 | 0 | 0  | 6 | +0.616 |
| Sri Lanka   | 4   | 1 | 2 | 1 | 0  | 3 | +0.863 |
| Niederlande | 4   | 1 | 3 | 0 | 0  | 2 | −1.358 |
| Nepal       | 4   | 0 | 3 | 1 | 0  | 1 | −0.542 |

Spiele
| 3. Juni Scorecard | East Meadow | Sri Lanka 77 (19.1)             | – | Südafrika 80-4 (16.2) |
|                   |             | Südafrika gewinnt mit 6 Wickets |   |                       |

Sri Lanka gewann den Münzwurf und entschied sich, als Schlagmannschaft zu beginnen. Für sie bildeten der Eröffnungs-Batter Kusal Mendis und der dritte Schlagmann Kamindu Mendis eine Partnerschaft. Kamindu erreichte 11 Run und Kusal 19 weitere. Von den verbliebenen battern konnte lediglich Angelo Mathews mit 16 Runs eine zweistellige Run-Zahl hinzufügen, bevor das letzte Wicket fiel und Südafrika eine Vorgabe von 78 Runs erhielt. Bester südafrikanischer Bowler war Anrich Nortje mit 4 Wickets für 7 Runs. Für Südafrika formte der Eröffnungs-Batter Quinton de Kock zusammen mit dem dritten Schlagmann Aiden Markram eine Partnerschaft. Markram erreichte 12 Runs und wurde gefolgt durch Tristan Stubbs. De Kock schied nach 20 Run aus und nachdem Heinrich Klaasen aufs Feld kam, verlor auch Stubbs nach 13 Runs sein Wicket. Klaasen (19* Runs) konnte dann zusammen mit David Miller (6* Runs) die Vorgabe im 17. Over einholen. Bester sri-lankischer Bowler war Wanindu Hasaranga mit 2 Wickets für 22 Runs. Als Spieler des Spiels wurde Anrich Nortje ausgezeichnet.
| 4. Juni Scorecard | Dallas | Nepal 106 (19.2)                  | – | Niederlande 109-4 (18.4) |
|                   |        | Niederlande gewinnt mit 6 Wickets |   |                          |

Das Spiel begann verspätet, nachdem es kurz zuvor einen Regenschauer gegeben hatte. Die Niederlande gewannen den Münzwurf und entschieden sich, als Feldmannschaft zu beginnen. Nepal verlor früh seine Eröffnungs-Batter, bevor Anil Sah zusammen mit Rohit Paudel eine Partnerschaft formte. Sah erreichte 11 Runs und als Gulsan Jha ins Spiel kam, schied auch Paudel nach 35 Runs aus. Diesem folgte Karan KC, dem 17 Runs gelangen, und kurz nach dessen ausscheiden fiel auch das Wicket von Jha nach 14 Runs. Kurz darauf endete das Innings mit einer Vorgabe von 107 Runs für die Niederlande. Beste niederländische Bowler waren Logan van Beek mit 3 Wickets für 18 Runs und Tim Pringle mit 3 Wickets für 20 Runs. Für die Niederlande bildeten der Eröffnungs-Batter Max O’Dowd und der dritte Schlagmann Vikramjit Singh eine Partnerschaft. Singh schied nach 22 Runs aus und dem ihm folgende Sybrand Engelbrecht gelangen 14 Runs. Zusammen mit Bas de Leede konnte O’Dowd daraufhin die Vorgabe im 19. Over einholen. O’Dowd erzielte dabei ein Fifty über 54* Runs und de Leede 11* Runs. Die nepalesischen Wickets erzielten Dipendra Singh Airee, Sompal Kami und Abinash Bohara. Als Spieler des Spiels wurde Tim Pringle ausgezeichnet.
| 7. Juni Scorecard | Dallas | Sri Lanka 124-9 (20)              | – | Bangladesch 125-8 (19) |
|                   |        | Bangladesch gewinnt mit 2 Wickets |   |                        |

Bangladesch gewann den Münzwurf und entschied sich, als Feldmannschaft zu beginnen. Für Sri Lanka bildeten die Eröffnungs-Batter Pathum Nissanka und Kusal Mendis eine Partnerschaft. Mendis erreichte 10 Runs und nachdem Dhananjaya de Silva aufs Feld kam, verlor auch Nissanka nach 47 Runs sein Wicket. Diesem folgte Charith Asalanka, dem 19 Runs gelangen. Nächster Batter, der sich etablieren konnte, war Angelo Mathews und de Silva schied nach 21 Runs aus. Mathews verlor mit dem vorletzten Ball des Innings sein Wicket und erhöhte mit seinen 16 Runs die Vorgabe auf 125 Runs. Beste bangladeschische Bowler waren Mustafizur Rahman mit 3 Wickets für 17 Runs und Rishad Hossain mit 3 wickets für 22 Runs. Bangladesch verlor früh seine beiden Eröffnungs-Batter, bevor Litton Das und Towhid Hridoy eine Partnerschaft formten. Hridoy gelangen 40 Runs und Das schied nach 36 Runs aus. Daraufhin kam Mahmudullah aufs Feld, der mit seinen 16* Runs die Vorgabe im vorletzten Over einholte. Bester sri-lankischer Bowler war Nuwan Thushara mit 4 Wickets für 18 Runs. Als Spieler des Spiels wurde Rishad Hossain ausgezeichnet.
| 8. Juni Scorecard | East Meadow | Niederlande 103-9 (20)          | – | Südafrika 106-6 (18.5) |
|                   |             | Südafrika gewinnt mit 4 Wickets |   |                        |

Südafrika gewann den Münzwurf und entschied sich, als Feldmannschaft zu beginnen. Die Niederlande verloren früh ihre beiden Eröffnungs-Batter, bevor Vikramjit Singh und Sybrand Engelbrecht eine Partnerschaft formten. Singh schied nach 12 Runs aus und er ihm folgende Scott Edwards erreichte 10 Runs. Nachdem Logan van Beek aufs Feld gekommen war, verlor Engelbrecht sein Wickets nach 40 Runs. Das Wicket von van Beek fiel mit dem letzten ball des Innings, als dieser 23 erreichte und so die Vorgabe auf 104 Runs festsetzte. Bester südafrikanischer Bowler war Ottneil Baartman mit 4 Wickets für 11 Runs. Südafrika verlor früh drei Wickets, bevor Tristan Stubbs und David Miller eine Partnerschaft bildeten. Stubbs scheid nach 33 Runs aus, während Miller mit einem Fifty über 59* Runs die Vorgabe im vorletzten Over einholte. Beste niederländische Bowler waren Vivian Kingma mit 2 Wickets für 12 Runs und Logan van Beek mit 2 Wickets für 21 Runs. Als Spieler des Spiels wurde David Miller ausgezeichnet.
| 10. Juni Scorecard | East Meadow | Südafrika 113-6 (20)         | – | Bangladesch 109-7 (20) |
|                    |             | Südafrika gewinnt mit 4 Runs |   |                        |

Südafrika gewann den Münzwurf und entschied sich, als Schlagmannschaft zu beginnen. Für sie erzielte Eröffnungs-Batter Quinton de Kock 18 Runs bevor Heinrich Klaasen und David Miller eine Partnerschaft formten. Klaasen erreichte 46 Runs und Miller verlor sein Wicket nach 29 Runs und so konnte Südafrika die Vorgabe auf 114 Runs für Bangladesch erhöhen. Bester bangladeschischer Bowler war Tanzim Hasan Sakib mit 3 Wickets für 18 Runs. Für Bangladesch formte Eröffnungs-Batter Najmul Hossain Shanto und der fünfte Schlagmann Towhid Hridoy eine Partnerschaft. Shanto gelangen 14 Runs, woraufhin Mahmudullah ins Spiel kam. Hridoy schied nach 37 Runs aus und Mahmudullah im letzten Over nach 20 Runs. Den verbliebenen Battern gelang es nicht die Vorgabe einzuholen. Bester südafrikanischer Bowler war Keshav Maharaj mit 3 Wickets für 27 Runs. Als Spieler des Spiels wurde Heinrich Klaasen ausgezeichnet.
| 11. Juni Scorecard | Lauderhill | Sri Lanka      | – | Nepal |
|                    |            | Spiel abgesagt |   |       |

Spiel wurde auf Grund von Regenfällen abgesagt.
| 13. Juni Scorecard | Kingstown | Bangladesch 159-5 (20)          | – | Niederlande 134-8 (20) |
|                    |           | Bangladesch gewinnt mit 25 Runs |   |                        |

Die Niederlande gewannen den Münzwurf und entschieden sich, als Feldmannschaft zu beginnen. Für Bangladesch formte der Eröffnungs-Batter Tanzid Hasan und der vierte Schlagmann Shakib Al Hasan eine Partnerschaft. Tanzid Hasan schied nach 35 Runs aus und der hineinkommende Mahmudullah erreichte 25 Runs. Al Hasan konnte dann zusammen mit Jaker Ali das Innings ungeschlagen beenden. Al hasan erzielte ein Fifty über 64* Runs und Ali 14* Runs. Beste niederländische Bowler waren Paul van Meekreren mit 2 Wickets für 15 Runs und Aryan Dutt mit 2 Wickets für 17 Runs. Für die Niederlande begannen Michael Levitt und Max O’Dowd. Levitt erreichte 18 Runs und wurde gefolgt von Vikramjit Singh. O’Dowd schied nach 12 Runs aus und an der Seite von Singh folgte Sybrand Engelbrecht. Singh erzielte 26 Runs und nachdem Scott Edwards ins Spiel gekommen war, verlor auch Engelbrecht nach 33 Runs sein Wicket. Edwards erzielte 25 Runs und Aryan Dutt konnte bis zum Ende des Innings 15* Runs erreichen, was jedoch nicht reichte, um die Vorgabe einzuholen. Bester bangladeschischer Bowler war Rishad Hossain mit 3 Wickets für 33 Runs. Als Spieler des Spiels wurde Shakib Al Hasan ausgezeichnet.
| 14. Juni Scorecard | Kingstown | Südafrika 115-7 (20)        | – | Nepal 114-7 (20) |
|                    |           | Südafrika gewinnt mit 1 Run |   |                  |

Nepal gewann den Münzwurf und entschied sich, als Feldmannschaft zu beginnen. Für Südafrika bildeten die Eröffnungs-Batter Reeza Hendricks und Quinton de Kock eine Partnerschaft. De Kock schied nach 10 Runs aus und der ihm folgende Aiden Markram erreichte 15 weitere. Hendricks verlor nach 43 Runs sein Wicket und der ihm folgende Tristan Stubbs konnte die Vorgabe für Nepal mit ungeschlagenen 27* Runs auf 116 Runs erhöhen. Beste nepalesische Bowler waren Kushal Bhurtel mit 4 Wickets für 19 Runs und Dipendra Singh Airee mit 3 Wickets für 21 Runs. Für Nepal begannen Kushal Bhurtel und Aasif Sheikh. Bhurtel erreichte 13 Runs und der ihm folgende Anil Sah 27 Runs. Sheikh schied nach 42 Runs aus und die verbliebenen Batter verpassten die Vorgabe um zwei Runs, wobei der letzte Ball mit einem Run Out endete. Bester südafrikanischer Bowler war Tabraiz Shamsi mit 4 Wickets für 19 Runs, der als Spieler des Spiels ausgezeichnet wurde.
| 16. Juni Scorecard | Kingstown | Bangladesch 106 (19.3)          | – | Nepal 85 (19.2) |
|                    |           | Bangladesch gewinnt mit 21 Runs |   |                 |

Nepal gewann den Münzwurf und entschied sich, als Feldmannschaft zu beginnen. Für Bangladesch bildeten der Eröffnungs-Batter Litton Das und der dritte Schlagmann Shakib Al Hasan eine Partnerschaft. Das schied nach 10 Runs aus und der ihm folgende Mahmudullah erzielte 13 Runs. Nachdem Jaker Ali aufs Feld gekommen war, verlor Al Hasan sein wicket nach 17 Runs. Ali schied nach 12 Runs aus, bevor Rishad Hossain und Taskin Ahmed eine weitere Partnerschaft formten. Hossain gelangen 13 Runs, während Ahmed das Innings mit 12* Runs ungeschlagen beendete und so die Vorgabe für Nepal auf 107 Runs erhöhte. Beste nepalesische Bowler mit jeweils zwei Wickets waren Sompal Kami (für 10 Runs), Sandeep Lamichhane (für 17 Runs), Rohit Paudel (für 20 Runs) und Dipendra Singh Airee (für 22 Runs). Für Nepal erzielte Eröffnungs-Batter Aasif Sheikh 17 Runs. In der Folge formten Kushal Malla und Dipendra Singh Airee eine Partnerschaft, in der Malla 27 Runs erreichte. Airee schied nach 25 Runs aus und so verpasste Nepal die Vorgabe als das letzte Wicket im letzten Over fiel. Beste bangladeschische Bowler waren Tanzim Hasan Sakib mit 4 Wickets für 7 Runs und Mustafizur Rahman mit 3 Wickets für 7 Runs. Als Spieler des Spiels wurde Tanzim Hasan Sakib ausgezeichnet.
| 16. Juni Scorecard | Gros Islet | Sri Lanka 201-6 (20)          | – | Niederlande 118 (16.4) |
|                    |            | Sri Lanka gewinnt mit 83 Runs |   |                        |

Die Niederlande gewannen den Münzwurf und entschieden sich, als Feldmannschaft zu beginnen. Für Sri Lanka formte Eröffnungs-Batter Kusal Mendis und der dritte Schlagmann Kamindu Mendis eine Partnerschaft. Kamindu Mendis erreichte 17 Runs und nachdem Dhananjaya de Silva aufs Feld kam, verlor auch Kusal Mendis nach 46 Runs sein Wicket. Für ihn kam Charith Asalanka ins Spiel und de Silva schied nach 34 Runs aus. An der Seite von Asalanka folgte Angelo Mathews. Asalanka erreichte 46 Runs, bevor Mathews zusammen mit Wanindu Hasaranga da Innings beendete und die Vorgabe für die Niederlande auf 202 Runs erhöhte. Mathews erzielte dabei 30* Runs und Hasaranga 20* Runs. Bester niederländischer Bowler war Logan van Beek mit 2 Wickets für 45 Runs. Für die Niederlande bildeten die Eröffnungs-Batter Michael Levitt und Max O’Dowd eine Partnerschaft. O’Dowd erreichte 11 Runs und Levitt schied kurz darauf nach 31 Runs aus. eine weitere Partnerschaft formten Sybrand Engelbrecht und Scott Edwards. Engelbrecht gelangen 10 Runs und nachdem Aryan Dutt nach 10 Runs ausschied, verlor auch Edwards nach 31 Runs sein Wicket. Kurz darauf fiel auch das letzte Wicket und die Niederlande verlor die Begegnung. Bester sri-lankischer Bowler war Nuwan Thushara mit 3 Wickets für 24 Runs. Als Spieler des Spiels wurde Charith Asalanka ausgezeichnet.

## Super 8
In der Super-8-Runde wurden die qualifizierten Teams in zwei Gruppen mit jeweils vier Mannschaften aufgeteilt. Dabei behielten die jeweils zwei Top-Gesetzten einer Vorrunden-Gruppe ihre Setzposition. Die jeweils zwei bestplatzierten einer jeden Super-8-Gruppe qualifizierten sich für das Halbfinale.

### Gruppe 1
Indien setzte sich von Beginn an an die Tabellenspitze, bevor Afghanistan überraschend das australische Team schlug. Australien verlor auch seine letzte Partie gegen Indien, woraufhin Afghanistan ein knapper Sieg gegen Bangladesch genügte, um sich neben Indien für das Halbfinale zu qualifizieren.
Tabelle
| Gruppe 1    | Sp. | S | N | NR | P | NRR    |
| ----------- | --- | - | - | -- | - | ------ |
| Indien      | 3   | 3 | 0 | 0  | 6 | +2.017 |
| Afghanistan | 3   | 2 | 1 | 0  | 4 | −0.305 |
| Australien  | 3   | 1 | 2 | 0  | 2 | −0.331 |
| Bangladesch | 3   | 0 | 3 | 0  | 0 | −1.709 |

Spiele
| 20. Juni Scorecard | Bridgetown | Indien 181-8 (20)          | – | Afghanistan 134 (20) |
|                    |            | Indien gewinnt mit 47 Runs |   |                      |

Indien gewann den Münzwurf und entschied sich, als Schlagmannschaft zu beginnen. Für sie bildeten der Eröffnungs-Batter Virat Kohli und der dritte Schlagmann Rishabh Pant eine Partnerschaft. Pant erreichte 20 Runs und wurde gefolgt durch Suryakumar Yadav. Nachdem Kohli nach 24 Runs ausgeschieden war, erreichte Shivam Dube 10 Runs und Yadav bildete eine weitere Partnerschaft mit Hardik Pandya. Yadav verlor dann das letzte Wicket nach einem Fifty über 53 Runs und Pandya schied nach 32 Runs aus. Patel erzielte daraufhin noch 12 Runs, bevor er mit dem letzten ball sein Wicket verlor und so erhöhte er die Vorgabe auf 182 Runs. Beste afghanische Bowler waren Rashid Khan mit 3 Wickets für 26 Runs und Fazalhaq Farooqi mit 3 Wickets für 33 Runs. Für Afghanistan erzielte die Eröffnungs-Batter Rahmanullah Gurbaz 11 Runs, bevor Gulbadin Naib und Azmatullah Omarzai eine Partnerschaft formten. Naib erreichte 17 und Omarzai 26 Runs, woraufhin Najibullah Zadran und Mohammad Nabi eine weitere Partnerschaft bildeten. Zadran konnte dabei 19 Runs erreichen und Nabi 14 Runs. Noor Ahmad erreichte in der Folge noch 12 Runs, bevor er mit dem letzten Ball sein Wicket verlor, was jedoch nicht ausreichte um die Vorgabe zu gefährden. Beste indische Bowler waren Jasprit Bumrah mit 3 Wickets für 7 Runs und Arshdeep Singh mit 3 Wickets für 36 Runs. Als Spieler des Spiels wurde Suryakumar Yadav ausgezeichnet.
| 20. Juni Scorecard | North Sound | Australien 140-8 (20)                       | – | Bangladesch 100-2 (11.2/11.2) |
|                    |             | Australien gewinnt mit 28 Runs (D/L method) |   |                               |

Auf Grund von Regenfällen begann das Spiel verspätet. Australien gewann den Münzwurf und entschied sich, als Feldmannschaft zu beginnen. Für Bangladesch bildeten Eröffnungs-Batter Litton Das und der dritte Schlagmann Najmul Hossain Shanto eine Partnerschaft. Das erzielte 16 Runs und nachdem Towhid Hridoy aus Feld kam, schied auch Shanto nach 41 Runs aus. Ihm folgte Taskin Ahmed und nachdem Hridoy nach 40 Rusn sein wicket verlor, beendete Ahmed das Innings ungeschlagen mit 13* Runs und erhöhte so die Vorgabe auf 141 Runs. Bester australischer Bowler war Pat Cummins mit 3 Wickets für 29 Runs, dem ein Hattrick gelang. Bevor Australien antworten konnte, kam es erneut auf Grund von nassem Außenfeld zu einer Verspätung. Für Australien begannen die Eröffnungs-Batter David Warner und Travis Head, wobei deren Partnerschaft auf Grund eines Schauers unterbrochen wurde. Head gelangen dann 31 Runs und nachdem Glenn Maxwell aufs Feld kam, begann es erneut zu regnen. Eine halbe Stunde später wurde das Spiel dann abgebrochen und Australien gewann nach der Duckworth-Lewis-Stern Method. Warner hatte bis dahin ein Fifty über 53* Runs erreicht und Maxwell 14* Runs. Bester bangladeschischer Bowler war Rishad Hossain mit 2 Wickets für 23 Runs. Als Spieler des Spiels wurde Pat Cummins ausgezeichnet.
| 22. Juni Scorecard | North Sound | Indien 196-5 (20)          | – | Bangladesch 146-8 (20) |
|                    |             | Indien gewinnt mit 50 Runs |   |                        |

Bangladesch gewann den Münzwurf und entschied sich, als Feldmannschaft zu beginnen. Für Indien bildeten die Eröffnungs-Batter Rohit Sharma und Virat Kohli eine Partnerschaft. Sharma schied nach 23 Runs aus und wurde durch Rishabh Pant gefolgt. Kohli erreichte 37 Runs und nachdem Shivam Dube ins Spiel kam, verlor auch Pant sein Wicket nach 36 Runs. Daraufhin folgte Hardik Pandya auf das Feld und Dube erzielte 34 Runs. Pandya konnte dann ungeschlagen das Innings mit einem Fifty über 50* Runs beenden und so die Vorgabe auf 197 Runs erhöhen. Beste bangladeschische Bowler waren Tanzim Hasan Sakib mit 2 Wickets für 32 Runs und Rishad Hossain mit 2 Wickets für 43 Runs. Für Bangladesch begannen die Eröffnungs-Batter Litton Das und Tanzid Hasan. Das konnte 13 Runs erzielen und wurde gefolgt durch Najmul Hossain Shanto. Hasan erreichte 29 Runs und der ihm folgende Shakib Al Hasan 11 Runs. Nachdem Mahmudullah aufs Feld gekommen war, schied Shanto nach 40 Runs aus. An der Seite von Mahmudullah erreichte Rishad Hossain 24 Runs, bevor auch er nach 13 Runs zwei Bälle vor Innings-Ende ausschied. Bester indischer Bowler war Kuldeep Yadav mit 3 Wickets für 19 Runs. Als Spieler des Spiels wurde Hardik Pandya ausgezeichnet.
| 22. Juni Scorecard | Kingstown | Afghanistan 148-6 (20)          | – | Australien 127 (19.2) |
|                    |           | Afghanistan gewinnt mit 21 Runs |   |                       |

Australien gewann den Münzwurf und entschied sich, als Feldmannschaft zu beginnen. Für Afghanistan bildeten die Eröffnungs-Batter Rahmanullah Gurbaz und Ibrahim Zadran eine Partnerschaft. Gurbaz erzielte ein Fifty über 60 Runs und Zadran schied kurz darauf aus, nachdem er ein ebensolches über 51 Runs erreichte. Daraufhin formten Karim Janat und Mohammad Nabi eine weitere Partnerschaft. Janat verlor sein Wicket nach 13 Runs, während Nabi mit 10* Runs die Vorgabe auf 149 Runs erhöhte. Bester australischer Bowler war Pat Cummins mit 3 Wickets für 28 Runs, dem ein Hattrick gelang. Für Australien erzielte der dritte Schlagmann Mitchell Marsh 12 Runs, bevor Glenn Maxwell und Marcus Stoinis eine Partnerschaft formten. Stoinis schied nach 11 Runs aus, während Maxwell ein Fifty über 59 Runs erzielte. Jedoch konnte sich kein weiterer australischer Batter etablieren und so verpasste Australien das Erreichen der Vorgabe, als im letzten Over des Innings das letzte Wicket fiel. Beste afghanische Bowler waren Gulbadin Naib mit 4 Wickets für 20 Runs und Naveen-ul-Haq mit 3 Wickets für 20 Runs. Als Spieler des Spiels wurde Gulbadin Naib ausgezeichnet.
| 24. Juni Scorecard | Gros Islet | Indien 205-5 (20)          | – | Australien 181-7 (20) |
|                    |            | Indien gewinnt mit 24 Runs |   |                       |

Australien gewann den Münzwurf und entschied sich, als Feldmannschaft zu beginnen. Für Indien bildeten der Eröffnungs-Batter Rohit Sharma und der dritte Schlagmann Rishabh Pant eine Partnerschaft. Pant erreichte 15 Runs und wurde durch Suryakumar Yadav ersetzt. Sharma gelang ein Fifty über 92 Runs und nachdem Shivam Dube ins Spiel gekommen war, verlor auch Yadav nach 31 Runs aus. Ihm folgte Hardik Pandya, woraufhin Dube nach 28 Runs ausschied und Pandya das Innings ungeschlagen mit 27* Runs beendete, womit die Vorgabe auf 206 Runs anstieg. Beste australische Bowler waren Mitchell Starc mit 2 Wickets für 45 Runs und Marcus Stoinis mit 2 Wickets für 56 Runs. Für Australien formten der Eröffnungs-Batter Travis Head und der dritte Schlagmann Mitchell Marsh eine Partnerschaft. March schied nach 37 Runs aus und der ihm folgende Glenn Maxwell konnte 20 Runs erzielen. Nachdem Tim David aufs Feld gekommen war, schied auch head nach einem Fifty über 76 Runs aus. Ihm folgte Pat Cummins. David erzielte 15 Runs, bevor das Innings endete als Cummins 11* Runs erreichte, was jedoch nicht ausreichte um die Vorgabe einzuholen. Damit war Indien für das Halbfinale qualifiziert. Bester indischer Bowler war Arshdeep Singh mit 3 Wickets für 37 Runs. Als Spieler des Spiels wurde Rohit Sharma ausgezeichnet.
| 24. Juni Scorecard | Kingstown | Afghanistan 115-5 (20)                      | – | Bangladesch 105 (17.5/19) |
|                    |           | Afghanistan gewinnt mit 8 Runs (D/L method) |   |                           |

Afghanistan gewann den Münzwurf und entschied sich, als Schlagmannschaft zu beginnen. Für sie begannen Rahmanullah Gurbaz und Ibrahim Zadran. Zadran erreichte 18 Runs und der ihm folgende Azmatullah Omarza konnte 10 Runs erzielen. Nachdem Gurbaz nach 43 Runs ausgeschieden war, konnte Rashid Khan mit 19* Runs das Innings ungeschlagen beenden und so die Vorgabe auf 116 Runs erhöhen. Bester bangladeschischer Bowler war Rishad Hossain mit 3 Wickets für 26 Runs. Das Innings begann verspätet auf Grund von einem nassen Außenfeld. Für Bangladesch konnte sich Eröffnungs-Batter Litton Das etablieren und an seiner Seite Soumya Sarkar 10 und Towhid Hridoy 14 Runs erreichen. Nach einer kurzen Regenpause wurde das Innings um ein Over mit einer Vorgabe von 114 Runs verkürzt. Im vorletzten Over fiel nach einer weiteren kurzen Regenpause das letzte Wicket, womit Afghanistan ins Halbfinale einzog. Das hatte bis dahin ein Fifty über 54* Runs erreicht. Beste afghanische Bowler waren Rashid Khan mit 4 Wickets für 23 Runs und Naveen-ul-Haq mit 4 Wickets für 26 Runs. Als Spieler des Spiels wurde Naveen-ul-Haq ausgezeichnet.

### Gruppe 2
Südafrika und England setzten sich nach ihrem ersten Spiel jeweils an die Spitze der Tabelle. Nachdem England daraufhin Südafrika unterlag, konnte es sich mit einem deutlichen Sieg gegen die Vereinigten Staaten den Halbfinal-Einzug sichern. Südafrika sicherte sich dann im letzten Spiel gegen die West Indies den Gruppensieg.
Tabelle
| Gruppe 1           | Sp. | S | N | NR | P | NRR    |
| ------------------ | --- | - | - | -- | - | ------ |
| Südafrika          | 3   | 3 | 0 | 0  | 6 | +0.599 |
| England            | 3   | 2 | 1 | 0  | 4 | +1.992 |
| West Indies        | 3   | 1 | 2 | 0  | 2 | +0.963 |
| Vereinigte Staaten | 3   | 0 | 3 | 0  | 0 | −3.906 |

Spiele
| 19. Juni Scorecard | North Sound | Südafrika 194-4 (20)          | – | Vereinigte Staaten 176-6 (20) |
|                    |             | Südafrika gewinnt mit 18 Runs |   |                               |

Die Vereinigten Staaten gewannen den Münzwurf und entscheiden sich, als Feldmannschaft zu beginnen. Für Südafrika bildeten die Eröffnungs-Batter Quinton de Kock und Reeza Hendricks eine Partnerschaft. Hendricks erreichte 11 Runs und wurde durch Aiden Markram ersetzt. De Kock verlor sein Wicket nach einem Fifty über 74 Runs und nachdem Heinrich Klaasen ins Spiel kam, schied Markram nach 46 Runs aus. Klaasen (36* Runs) und Tristan Stubbs (20* Runs) konnten daraufhin das Innings ungeschlagen beenden und die Vorgabe auf 195 Runs erhöhen. Beste Bowler der Vereinigten Staaten waren Saurabh Netravalkar mit 2 Wickets für 21 Runs und Harmeet Singh mit 2 Wickets für 24 Runs. Die Vereinigten Staaten formten die Eröffnungs-Batter Steven Taylor und Andries Gous eine Partnerschaft. Taylor erzielte 24 Runs und die ihm folgenden Corey Anderson 12 und Harmeet Singh 38 Runs. Gous beendete das Innings ungeschlagen mit 80* Runs, konnte die Vorgabe jedoch nicht einholen. Bester südafrikanischer Bowler war Kagiso Rabada mit 3 Wickets für 18 Runs. Als Spieler des Spiels wurde Quinton de Kock ausgezeichnet.
| 19. Juni Scorecard | Gros Islet | West Indies 180-4 (20)        | – | England 181-2 (17.3) |
|                    |            | England gewinnt mit 8 Wickets |   |                      |

England gewann den Münzwurf und entschied sich, als Feldmannschaft zu beginnen. Die West Indies begannen mit Brandon King und Johnson Charles. King schied verletzt nach 23 Runs aus und wurde durch Nicholas Pooran ersetzt. Charles gelangen 38 Runs und der ihm folgende Rovman Powell schied nach 36 Runs aus. Pooran erzielte ebenfalls 36 Runs als er kurz darauf ausschied, bevor Sherfane Rutherford mit 28* Runs die Vorgabe für England auf 181 Runs erhöhte. Die englischen Wickets wurden von Moeen Ali, Liam Livingstone, Adil Rashid und Jofra Archer erzielt. Für England formten die Eröffnungs-Batter Phil Salt und Jos Buttler eine Partnerschaft. Buttler erzielte 25 Runs und der ihm folgende Moeen Ali 13 Runs, bevor Salt zusammen mit Jonny Bairstow die Vorgabe im 18. Over einholen konnte. Salt erzielte dabei ein Fifty über 87* Runs und Bairstow 48* Runs. Die Wickets der West Indies erzielten Roston Chase und Andre Russell. Als Spieler des Spiels wurde Phil Salt ausgezeichnet.
| 21. Juni Scorecard | Gros Islet | Südafrika 163-6 (20)         | – | England 156-6 (20) |
|                    |            | Südafrika gewinnt mit 7 Runs |   |                    |

England gewann den Münzwurf und entschied sich, als Feldmannschaft zu beginnen. Für Südafrika begannen die Eröffnungs-Batter Reeza Hendricks und Quinton de Kock. Hendricks erzielte 19 und de Kock schied kurz darauf nach einem Fifty über 65 Runs aus. Daraufhin kam David Miller ins Spiel und nachdem Tristan Stubbs ins Spiel kam, verlor Miller sein Wicket nach 43 Runs. Stubbs beendete das Innings ungeschlagen mit 12* Runs und erhöhte so die Vorgabe auf 164 Runs. Bester englischer Bowler war Jofra Archer mit 3 Wickets für 40 Runs. Für England eröffneten Phil Salt und Jos Buttler am Schlag. Salt erreichte 11 Runs und dem hineinkommenden Jonny Bairstow gelangen 16 Runs. Butler schied daraufhin nach 17 Runs aus und Harry Brook und Liam Livingstone bildeten eine weitere Partnerschaft. Livingstone verlor sein Wicket nach 33 Runs und wurde durch Sam Curran ersetzt. Brook schied im letzten over nach einem Fifty über 53 Runs aus und Curran konnte mit 10* Runs die Vorgabe nicht mehr einholen. beste südafrikanische Bowler waren Keshav Maharaj mit 2 Wickets für 25 Runs und Kagiso Rabada mit 2 Wickets für 32 Runs.
| 21. Juni Scorecard | Bridgetown | Vereinigte Staaten 128 (19.5)     | – | West Indies 130-1 (10.5) |
|                    |            | West Indies gewinnt mit 9 Wickets |   |                          |

Die West Indies gewannen den Münzwurf und entscheiden sich, als Feldmannschaft zu beginnen. Für die Vereinigten Staaten bildeten der Eröffnungs-Batter Andries Gous und der dritte Schlagmann Nitish Kumar eine Partnerschaft. Kumar erreichte 20 Runs und nachdem Aaron Jones aufs Feld kam, schied auch Gous nach 29 Runs aus. Jones gelangen 11 Runs, woraufhin Milind Kumar und Shadley van Schalkwyk eine weitere Partnerschaft formten. Kumar erzielte 19 Runs und van Schalkwyk schied kurz darauf nach 18 Runs aus. Bis im letzten Over des Innings das letzte Wicket fiel, konnte Ali Khan noch 14* Runs hinzufügen und so die Vorgabe auf 129 Runs erhöhen. Beste Bowler der West Indies waren Roston Chase mit 3 Wickets für 19 Runs und Andre Russell mit 3 Wickets für 31 Runs. Für die West Indies formten die Eröffnungs-Batter Shai Hope und Johnson Charles eine Partnerschaft. Charles erreichte 15 Runs, woraufhin Hope zusammen mit Nicholas Pooran im 11 Over die Vorgabe einholen konnte. Hope erzielte dabei ein Fifty über 82* Runs und Pooran 27* Runs. Das Wicket für die Vereinigten Staaten erzielte Harmeet Singh. Als Spieler des Spiels wurde Roston Chase ausgezeichnet.
| 23. Juni Scorecard | Bridgetown | Vereinigte Staaten 115 (18.5)  | – | England 117-0 (9.4) |
|                    |            | England gewinnt mit 10 Wickets |   |                     |

England gewann den Münzwurf und entschied sich, als Feldmannschaft zu beginnen. Für die Vereinigten Staaten bildete der Eröffnungs-Batter Steven Taylor und der dritte Schlagmann Nitish Kumar eine Partnerschaft. Taylor erreichte 12 Runs und der ihm folgende Aaron Jones 10 weitere. Nachdem Corey Anderson aufs Feld gekommen war, verlor Kumar nach 30 Runs sein Wicket. An der Seite von Anderson erzielte Harmeet Singh 21 Runs und kurz darauf schied auch Anderson nach 29 Runs aus. Damit endete das Innings mit einer Vorgabe für England über 116 Runs. Bester englischer Bowler war Chris Jordan mit 4 wickets für 10 Runs. Für England konnten die Eröffnungs-Batter Phil Salt und Jos Buttler die Vorgabe im 10. Over einholen. Buttler erzielte dabei ein Fifty über 83 Run und Salt 25 Runs. Als Spieler des Spiels wurde Adil Rashid ausgezeichnet.
| 23. Juni Scorecard | North Sound | West Indies 135-8 (20)          | – | Südafrika 124-7 (16.1/17) |
|                    |             | Südafrika gewinnt mit 3 Wickets |   |                           |

Südafrika gewann den Münzwurf und entschied sich, als Feldmannschaft zu beginnen. Für die West Indies bildeten der Eröffnungs-Batter Kyle Mayers und der dritte Schlagmann Roston Chase eine Partnerschaft. Mayers erzielte dabei 35 Runs und Chase schied nach einem Fifty über 52 Runs aus. Daraufhin erreichte Andre Russell 15 Runs, bevor Alzarri Joseph mit 11* Runs die Vorgabe auf 136 Runs erhöhen konnte. Bester südafrikanischer Bowler war Tabraiz Shamsi mit 3 Wickets für 27 Runs. Für Südafrika formten der Eröffnungs-Batter Quinton de Kock und der dritte Schlagmann Aiden Markram eine Partnerschaft. De Kock schied nach 12 Runs aus, woraufhin das Spiel für über eine Stunde auf Grund von Regenfällen unterbrochen wurde. Bei Wiederbeginn wurde das Innings auf 17 Over mit einer Vorgabe von 123 Runs reduziert. An der Seite von Markram etablierte sich Tristan Stubbs und Markram verlor sein Wicket nach 18 Runs. Dem hineinkommenden Heinrich Klaasen gelangen 22 Runs und nachdem Marco Jansen ins Spiel gekommen war, schied Stubbs nach 29 Runs aus. Jensen konnte dann mit 21* Runs die Vorgabe im letzten Over einholen. Bester Bowler der West Indies war Roston Chase mit 3 Wickets für 12 Runs. Als Spieler des Spiels wurde Tabraiz Shamsi ausgezeichnet.

## Halbfinale
Da sich Indien qualifizierte, waren diese für das zweite Halbfinale gesetzt. Sowohl das erste Halbfinale als auch das Finale hatten einen Reservetag, während das zweite Halbfinale aufgrund der kürzeren Pause zum Finale keinen Reservetag hatte.
| 26. Juni Scorecard | San Fernando | Afghanistan 56 (11.5)           | – | Südafrika 60-1 (8.5) |
|                    |              | Südafrika gewinnt mit 9 Wickets |   |                      |

Afghanistan gewann den Münzwurf und entschied sich, als Schlagmannschaft zu beginnen. Für sie gelang es keinem Spieler sich zu etablieren. Lediglich Azmatullah Omarzai gelangen mit 10 Runs eine zwei-stellige Run-Zahl, bevor im 12. Over das letzte Wicket fiel. Beste südafrikanische Bowler waren Tabraiz Shamsi mit 3 Wickets für 6 Runs und Marco Jensen mit 3 Wickets für 16 Runs. Für Südafrika konnte der Eröffnungs-Batter Reeza Hendricks und der dritte Schlagmann Aiden Markram die Vorgabe im neunten Over einholen. Hendricks erzielte dabei 29* Runs und Markram 23* Runs. Das afghanische Wicket erzielte Fazalhaq Farooqi. Als Spieler des Spiels wurde Marco Jansen ausgezeichnet.
| 27. Juni Scorecard | Georgetown | Indien 171-7 (20)          | – | England 103 (16.4) |
|                    |            | Indien gewinnt mit 68 Runs |   |                    |

England gewann den Münzwurf und entschied sich, als Feldmannschaft zu beginnen. Für Indien formte der Eröffnungs-Batter Rohit Sharma und der vierte Schlagmann Suryakumar Yadav eine Partnerschaft, die zwischenzeitig zweieinhalb Stunden durch eine Regenpause unterbrochen wurde. Zurück im Spiel erreichte Sharma ein Fifty über 57 Runs und nachdem Hardik Pandya aufs Feld kam, schied auch Yadav 47 Runs aus. Ihm folgte Ravindra Jadeja und Pandya schied nach 23 Runs aus. Axar Patel konnte daraufhin 10 Runs erzielen und Jadeja beendete ungeschlagen mit 17* Runs das Innings und erhöhte so die Vorgabe auf 172 Runs. Bester englischer Bowler war Chris Jordan mit 3 Wickets für 37 Runs. Für England erzielte Eröffnungs-Batter Jos Buttler 23 Runs. Daraufhin kam Harry Brook ins Spiel und nachdem Liam Livingstone aufs Feld gekommen war, schied Brook nach 25 Runs aus. An der Seite von Livingstone kam dann Jofra Archer in Spiel, bevor Livingstone nach 11 Runs ausschied. Archer verlor daraufhin das letzte Wicket des Innings im 17. Over nach 21 Runs, womit Indien sich für das finale qualifizierte. Beste Indische Bowler waren Kuldeep Yadav mit 3 wickets für 19 Runs und Axar Patel mit 3 wickets für 23 Runs. Letzterer wurde als Spieler des Spiels ausgezeichnet.

## Finale
| 29. Juni Scorecard | Bridgetown | Indien 176-7 (20)         | – | Südafrika 169-8 (20) |
|                    |            | Indien gewinnt mit 7 Runs |   |                      |

Indien gewann den Münzwurf und entschied sich, als Schlagmannschaft zu beginnen. Für sie etablierte sich Eröffnungs-Batter Virat Kohli, doch verloren sie früh drei Wickets, bevor sich an dessen Seite Axar Patel ins Spiel kam. Patel erreichte 47 Runs, woraufhin ihm Shivam Dube folgte. Kohli schied nach einem Fifty über 76 Runs aus und Dube erreichte 27 Runs. Das indische Innings endete daraufhin mit einer Vorgabe von 177 Runs für Südafrika. Beste südafrikanische Bowler waren Keshav Maharaj mit 2 Wickets für 23 Runs und Anrich Nortje mit 2 Wickets für 26 Runs. Für Südafrika formten der Eröffnungs-Batter Quinton de Kock und der vierte Schlagmann Tristan Stubbs eine Partnerschaft. Stubbs erzielte 31 Runs, woraufhin Heinrich Klaasen ins Spiel kam. De Kock schied nach 39 Runs aus und wurde durch David Miller ersetzt. Klaasen erzielte daraufhin ein Fifty über 52 Runs und Miller verlor sein Wicket nach 21 Runs. Die verbliebenen Batter konnten daraufhin nicht mehr die Vorgabe einholen, womit Indien die Weltmeisterschaft gewann. Bester indischer Bowler war Hardik Pandya 3 Wickets für 20 Runs. Als Spieler des Spiels wurde Virat Kohli ausgezeichnet.

## Statistiken

Ergebnis des T20 World Cup 2024:
Sieger
Finalist
Halbfinalteilnahme
In der Super 8 ausgeschieden
In der Vorrunde ausgeschieden
Keine Teilnahme

Die folgenden Cricketstatistiken wurden bei diesem Turnier erzielt.
| Tests              | Tests       | Tests   | Tests   | Tests   | Tests   | Tests   | Tests   | Tests   |
| Batting            | Batting     | Batting | Batting | Batting | Batting | Batting | Batting | Batting |
| Spieler            | Mannschaft  | Spiele  | Innings | Runs    | Average | HS      | 100s    | 50s     |
| ------------------ | ----------- | ------- | ------- | ------- | ------- | ------- | ------- | ------- |
| Rahmanullah Gurbaz | Afghanistan | 8       | 8       | 281     | 35,12   | 80      | 0       | 3       |
| Rohit Sharma       | Indien      | 8       | 8       | 257     | 36,71   | 92      | 0       | 3       |
| Travis Head        | Australien  | 7       | 7       | 255     | 42,50   | 76      | 0       | 2       |
| Quinton de Kock    | Südafrika   | 9       | 9       | 243     | 27,00   | 74      | 0       | 2       |
| Ibrahim Zadran     | Afghanistan | 8       | 8       | 231     | 28,87   | 70      | 0       | 2       |
| Bowling            |             |         |         |         |         |         |         |         |
| Spieler            | Mannschaft  | Spiele  | Overs   | Wickets | Average | BBI     | 5W      | 10W     |
| Fazalhaq Farooqi   | Afghanistan | 8       | 8       | 17      | 9,41    | 5/9     | 1       | 0       |
| Arshdeep Singh     | Indien      | 8       | 8       | 17      | 12,41   | 4/9     | 0       | 0       |
| Jasprit Bumrah     | Indien      | 8       | 8       | 15      | 8,26    | 3/7     | 0       | 0       |
| Anrich Nortje      | Südafrika   | 9       | 9       | 15      | 13,40   | 4/7     | 0       | 0       |
| Rashid Khan        | Afghanistan | 8       | 8       | 14      | 12,78   | 4/17    | 0       | 0       |
| Rishad Hossain     | Bangladesch | 7       | 7       | 14      | 13,85   | 3/22    | 0       | 0       |

## Organisation und Umfeld

### Offizieller Song
Den offiziellen Song des Turniers steuerten Sean Paul und Kes mit Out of this World bei.

### Botschafter
Als offizielle Botschafter des Turniers wurden Chris Gayle, Usain Bolt und Yuvraj Singh benannt.

### Preisgelder
Insgesamt wurden 11,25 Millionen US-Dollar als Preisgeld ausgeschüttet. Die Aufteilung erfolgt wie folgt:
| Erreichtes Ziel      | Preisgeld (US-Dollar) |
| -------------------- | --------------------- |
| Gewinner             | 2.450.000 $           |
| Finalist             | 1.280.000 $           |
| Verlierer Halbfinale | 787.500 $             |
| Super 8              | 382.500 $             |
| 9. – 12. Platz       | 247.500 $             |
| 13. – 20. Platz      | 225.000 $             |
| Spiel-Gewinn         | 31.154 $              |

### Übertragungsrechte
Der Weltverband gab die folgenden Übertragungsrechte bekannt:
| Ort                    | TV-Übertragung         | Digital                |
| ---------------------- | ---------------------- | ---------------------- |
| Australien             | –                      | Amazon Prime Video     |
| Karibik                | ESPN Caribbean         | ESPN Play Caribbean    |
| Indien                 | SS1                    | Disney+ Hotstar        |
| Kanada                 | Willow TV              | Willow TV              |
| Arabische Welt         | CricLife Max           | StarzOn & StarzPlay    |
| Niederlande            | NOS                    | ICC.tv                 |
| Neuseeland             | Sky Sport              | Sky GO & Sky Sport Now |
| Pakistan               | PTV Sports; Ten Sports | Myco; Tamasha          |
| Singapur               | Hubsports              | StarHub                |
| Sri Lanka              | Sirasa TV              | ICC.tv                 |
| Sub-Saharan Afrika     | SuperSport             | SuperSport; DSTV       |
| Vereinigtes Königreich | Sky Sports             | Sky Sports             |
| Vereinigte Staaten     | Willow TV              | Willow TV              |
| Rest der Welt          | –                      | ICC.tv                 |

Als Kommentatoren verkündete der ICC am 24. Mai 2024 die folgenden zumeist ehemaligen Spieler:
| - Wasim Akram - Athar Ali Khan - Russel Arnold - Michael Atherton - Samuel Badree - Harsha Bhogle - Ian Bishop - Carlos Brathwaite - Simon Doull - Aaron Finch - Mel Jones - Daren Ganga - Sunil Gavaskar - Natalie Germanos | - Matthew Hayden - Mike Haysman - Nasser Hussain - Dinesh Karthik - Katey Martin - Mpumelelo Mbangwa - Alison Mitchell - Tom Moody - Eoin Morgan - Danny Morrison - Brian Murgatroyd - Kass Naidoo - Ramiz Raja - James O’Brien | - Niall O’Brien - Shaun Pollock - Ricky Ponting - Ebony Rainford-Brent - Ravi Shastri - Ian Smith - Graeme Smith - Steve Smith - Dale Steyn - Lisa Sthalekar - Ian Ward - Alan Wilkins - Waqar Younis |